# Fuente Álamo de Murcia
Fuente Álamo de Murcia es un municipio y localidad española perteneciente a la Región de Murcia. El término municipal, situado en la comarca del Campo de Cartagena, tiene una población de 18 719 habitantes (INE 2024). Cuenta con una arraigada tradición agrícola y ganadera, actividad industrial centrada en el parque tecnológico de Fuente Álamo y de La Candelaria, además de presencia de turismo residencial.

## Geografía
Integrado en la comarca del Campo de Cartagena, se sitúa a 38 kilómetros de la capital murciana. El término municipal está atravesado por varias carreteras: Autovía de Murcia A-30 en el pK 170; autovía RM-2, que une Alhama de Murcia con el Campo de Cartagena; carretera autonómica RM-602, que discurre paralela a la anterior; carretera autonómica RM-601, que permite la conexión directa con el aeropuerto de Murcia.
| Noroeste: Alhama de Murcia         | Norte: Murcia  | Noreste: Murcia                        |
| Oeste: Alhama de Murcia y Mazarrón |                | Este: Torre-Pacheco y Murcia (exclave) |
| Suroeste: Mazarrón                 | Sur: Cartagena | Sureste: Cartagena                     |

### Relieve

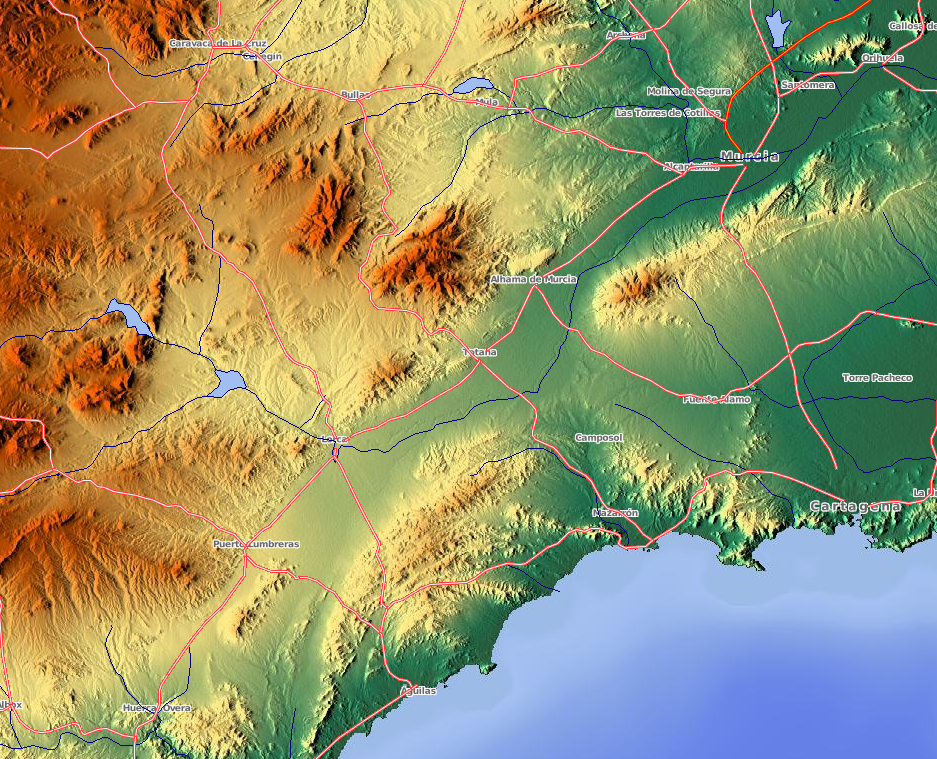
Mapa de relieve en donde se aprecia la disposición de Fuente Álamo en una cuenca de sedimentación que delimitan la sierra de Carrascoy al norte, al sur el Algarrobo y La Muela y al este la sierra de los Victorias

El relieve de la zona es irregular destacando una llanura central surcada por la rambla de Fuente Álamo, que recoge el agua de todas las sierras circundantes y desemboca en el Mar Menor. El punto más alto del municipio es el Pico de los Filos (1062 m) en la sierra de Carrascoy. Por el sureste se levantan la sierra de Los Gómez y la sierra de Los Victorias, haciendo de límite con Cartagena, que llegan hasta los 291 metros. Por el suroeste la sierra del Algarrobo hace de límite con Mazarrón. La llanura central es una cuenca de sedimentación que hace millones de años estuvo cubierta por el mar. La altitud del territorio oscila entre los 1064 metros en la sierra de Carrascoy y los 123 metros en la Rambla de Fuente-Álamo. El pueblo se alza a 132 metros sobre el nivel del mar. 

### Climatología
El clima es típicamente mediterráneo: seco, de inviernos cortos y suaves, veranos cálidos y escasez de lluvias en general. Posee una temperatura media anual de 17,6° y unas precipitaciones que suelen oscilar sobre los 304 mm anuales. El mes con menos precipitaciones es julio y el más húmedo suele ser octubre, todo ello le permite una clasificación según Köpen-Geiger de clima BSk (estepario local). A veces en otoño (septiembre-octubre) se produce el fenómeno de la llamada gota fría y las precipitaciones se multiplican de forma espectacular, lo que puede provocar importantes corrientes de agua en las ramblas.

#### El fenómeno de la gota fría
Una de las últimas y más devastadoras ocasiones en que la gota fría golpeó a la Villa de Fuente Álamo fue en 1986, causando importantes desperfectos en las infraestructuras. A raíz de esta inundación se encauzó la rambla a su paso por la ciudad. Más recientemente, el pasado 28 de septiembre de 2012, la gota fría sacudió el sureste español, cayendo en el municipio de Fuente Álamo un total de 150 litros de agua por metro cuadrado en apenas unas horas, lo que provocó inundaciones y desperfectos en calles, viviendas particulares, vías rurales, explotaciones agrarias y ganaderas y ramblas, aunque no hubo que lamentar pérdidas humanas. Los núcleos más afectados fueron Fuente Álamo y las pedanías de Cuevas de Reyllo y Las Palas.

### Naturaleza

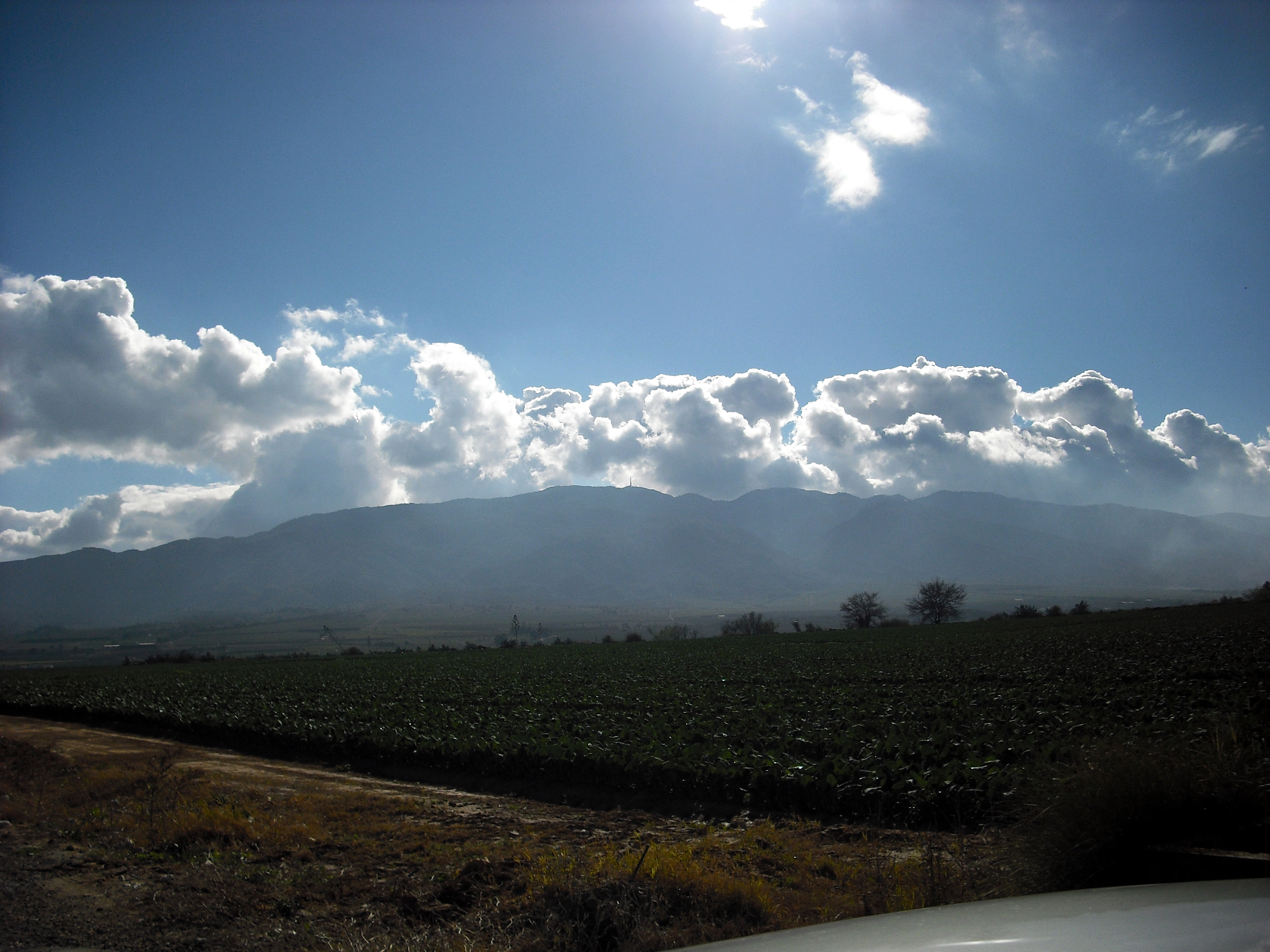
Sierra de Carrascoy

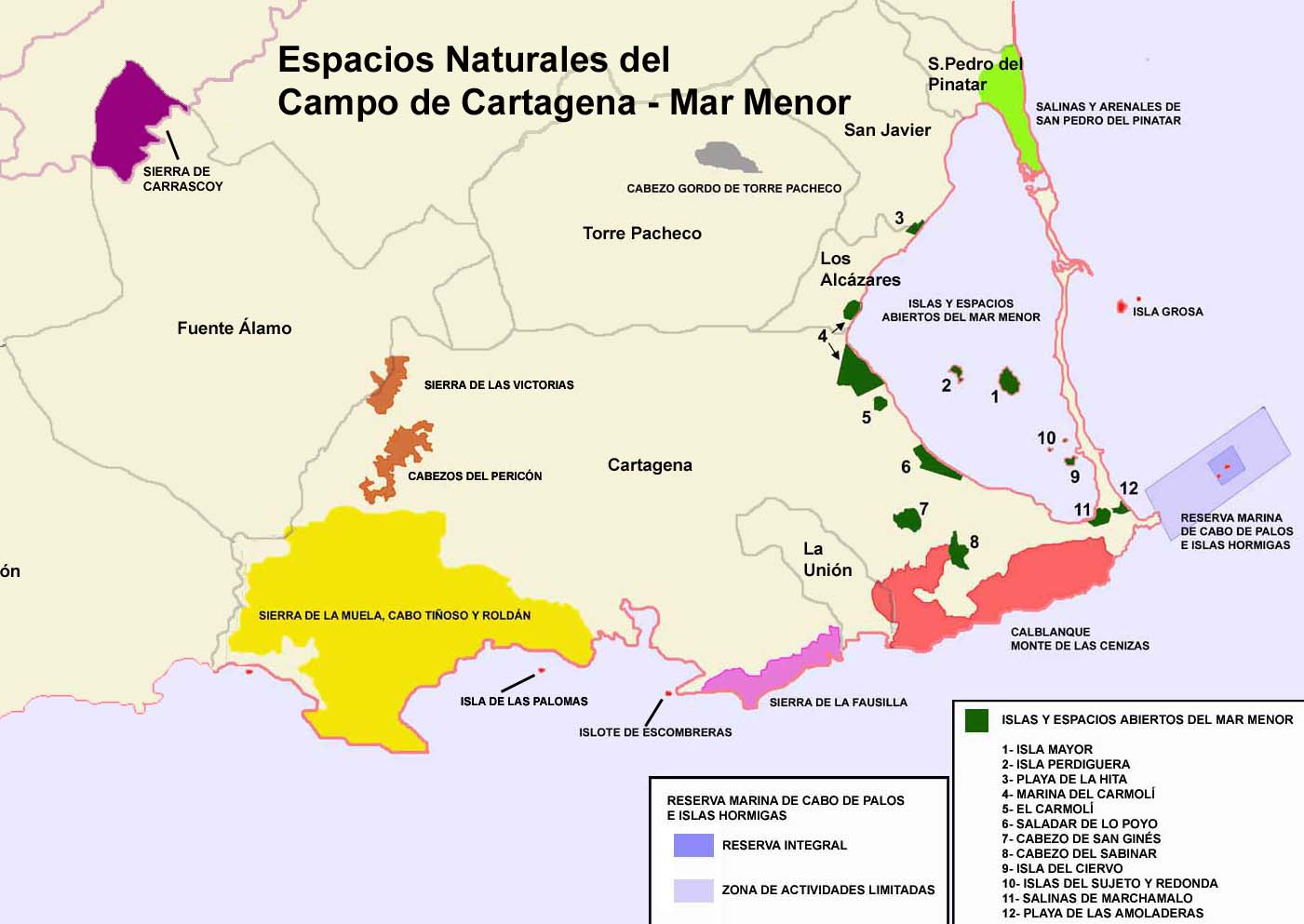
Espacios naturales

- Sierra de Carrascoy. Al norte del término municipal se eleva la sierra de Carrascoy, que alcanza los 1.066 metros de su cumbre en un corto recorrido. Una muralla natural con una pared norte húmeda y densa vegetación; y una ladera sur más seca y con menos cubierta vegetal. La parte baja, hasta los 250 o 300 metros está ocupada por cultivos. A partir de esta altura aparecen formaciones de matorral y arbolado, acompañadas de poblaciones faunísticas características de esta zona y muy parecidas a Sierra Espuña. En esta sierra encontramos uno de los mejores carrascales de la Región de Murcia. Su superficie supera las 16 700 ha. Se le considera una de las mejores atalayas de la Región de Murcia, y se encuentra integrada dentro del parque regional denominado Carrascoy y El Valle. Es Lugar de Importancia Comunitaria (LIC) desde julio de 2000 por sus carrascales, sus comunidades vegetales de roquedos y yesos, también por sus numerosos endemismos.

- Sierra de los Victorias. Sierras que no superan los 300 m de cota y que están protegidas como LIC Lugar de Importancia Comunitaria.
- Rambla de Fuente Álamo. Cauce con caudal ocasional que nace al oeste municipio, discurre por el núcleo urbano y desemboca en el Mar Menor.
- Vía Verde del Sureste. Antiguo trazado ferroviario de 51 km en forma de "Y" que va desde Cartagena a Totana con un ramal de 14 km desde La Pinilla a Mazarrón. que ya es posible recorrer a pie o bicicleta.
- Majar de Gracia. Zona reforestada de la Pinilla con abundantes fósiles y un yacimiento arqueológico de época romana. La vegetación predominante es el tomillo y el romero.

## Historia
Aunque son numerosos los vestigios que dan fe del asentamiento de anteriores pueblos como los romanos, Fuente Álamo de Murcia tuvo su origen hacia 1520. Fue tras la conquista de Granada por los Reyes Católicos cuando todo el sur del Reino de Murcia se estabilizó. Desde el siglo XIII era una zona inestable y peligrosa por ser frontera entre el reino de Granada y el de Aragón y por las incursiones berberiscas a través de las costas.

### SigloXV
Con el desarrollo demográfico y la expansión agraria se intensifican las disputas entre Concejos para delimitar sus territorios y sus derechos sobre las tierras comunales. En 1463 se habla de la fuente del álamo en una disputa de límites entre Cartagena y Lorca. A este paraje con nacimiento de agua acudía el ganado que pastaba en la zona y servía de residencia temporal a los ganaderos que traían sus ganados en invierno desde el centro de la península. Además en la zona se daba la caza de lobos, jabalíes y ciervos...
Sobre la fuente se encontraba el mojón que limitaba los términos de Murcia, Cartagena y Lorca. Dichos límites coincidían con toda seguridad con los marcados por Alfonso X en 1254 al conceder a Cartagena su término concejil.

### SigloXVI
Esta Villa empezó a formarse hacia 1525 dividida en tres jurisdicciones, Murcia, Cartagena y Lorca. Proliferaron sobre todo las concesiones de tierra en la parte de Lorca entre 1530 y 1539. Lorca empieza a repoblar la zona haciendo concesiones de terreno, que no pasaban de 20 fanegas, para su propiedad y cultivo y el Concejo se reservaba un canon anual como signo de dominio. La parte de Lorca fue la que antes y mejor se organizó, contando desde 1593 con escribanía y con un Concejo casi independiente. En 1545 se solicitó permiso al Concejo de Lorca para construir una iglesia que logró el reconocimiento de parroquia en 1582. En torno a ella seguía creciendo la villa que pronto tendría Pósito Concejil.
Su emplazamiento en la margen derecha de la Rambla del Fraile no es en absoluto casual. Hay dos factores claves, por un lado la política del Concejo de Lorca que era conceder licencias para roturar en los extremos de su término para frenar la expansión de los Concejos vecinos y salvaguardar los pastizales como Campo Nubla para su ganado y por otro lado el nacimiento de agua existente para uso agrícola y ganadero.
En 1573 y 1589 se aprobaron también los amojonamientos entre Murcia y Cartagena.

### SigloXVII
En 1600 Fuente Álamo tenía 500 habitantes aproximadamente y creció con rapidez pues en 1630 sobrepasaba los 1200 habitantes. En 1619 se instaló la aduana para control del comercio entre la comarca de los Vélez y el puerto de Cartagena.
Durante este siglo, Murcia, Cartagena y Lorca tienen un pleno control sobre Fuente Álamo y van adquiriendo importancia diversos caseríos como Las Palas por su abundancia en agua y pastos y Balsapintada por ser cruce de caminos de Murcia a Cartagena. A su vez tiene una continua consideración de independiente respecto a las tres ciudades que pertenecía.
En 1635 le es adjudicada una familiatura por la Santa Inquisición.
En 1642 Felipe IV hizo donación de este lugar, sus aneares, sus tres casas principales y sus carnicerías a D. Luis de Torres para que ostentara dignamente el título de caballero egregio concedido a uno de sus antepasados por el rey Juan II de Aragón, pero no llegó a posesionarse del lugar.
En 1694 se iniciaron los trámites para comprar su independencia a la Corona y poder segregarse de las ciudades a las que pertenecía. El periodo de tramitación fue excesivamente largo por la complejidad de la jurisdicción. En contra de la independencia, Murcia alegaba la debilidad de Fuente Álamo ante la proximidad del Reino de Valencia; no por la distancia sino por la ausencia de otras poblaciones entre ambos.
Ante las continuas quejas y malestar de los vecinos por los inconvenientes que acarreaba la compleja jurisdicción en temas como el pago de impuestos o la seguridad y una vez iniciadas las gestiones para la segregación, se intenta calmar los ánimos firmando la Concordia de 1696 entre los concejos de Murcia, Cartagena y Lorca sobre el nombramiento y facultades del alcalde pedáneo de Fuente Álamo y la creación de la aún existente diputación de la media legua. Este único alcalde sería nombrado cada año por una ciudad.
Era evidente el complejo estatuto jurisdiccional de Fuente Álamo. Zona de realengo dividida por tres concejos, Murcia, Cartagena y Lorca. A su vez estaba el alcabalatorio (que recaudaba la renta real del lugar), la parroquia y la diputación de media legua de circunferencia alrededor del pueblo creada para que ejerciera sus funciones el alcalde pedáneo.
Cada ciudad se organizaba en su jurisdicción a su manera:
- Murcia tenía un diputado.
- Lorca un Concejo formado por un alcalde ordinario, dos regidores y un mayordomo.
- Cartagena un alcalde pedáneo.

### SigloXVIII

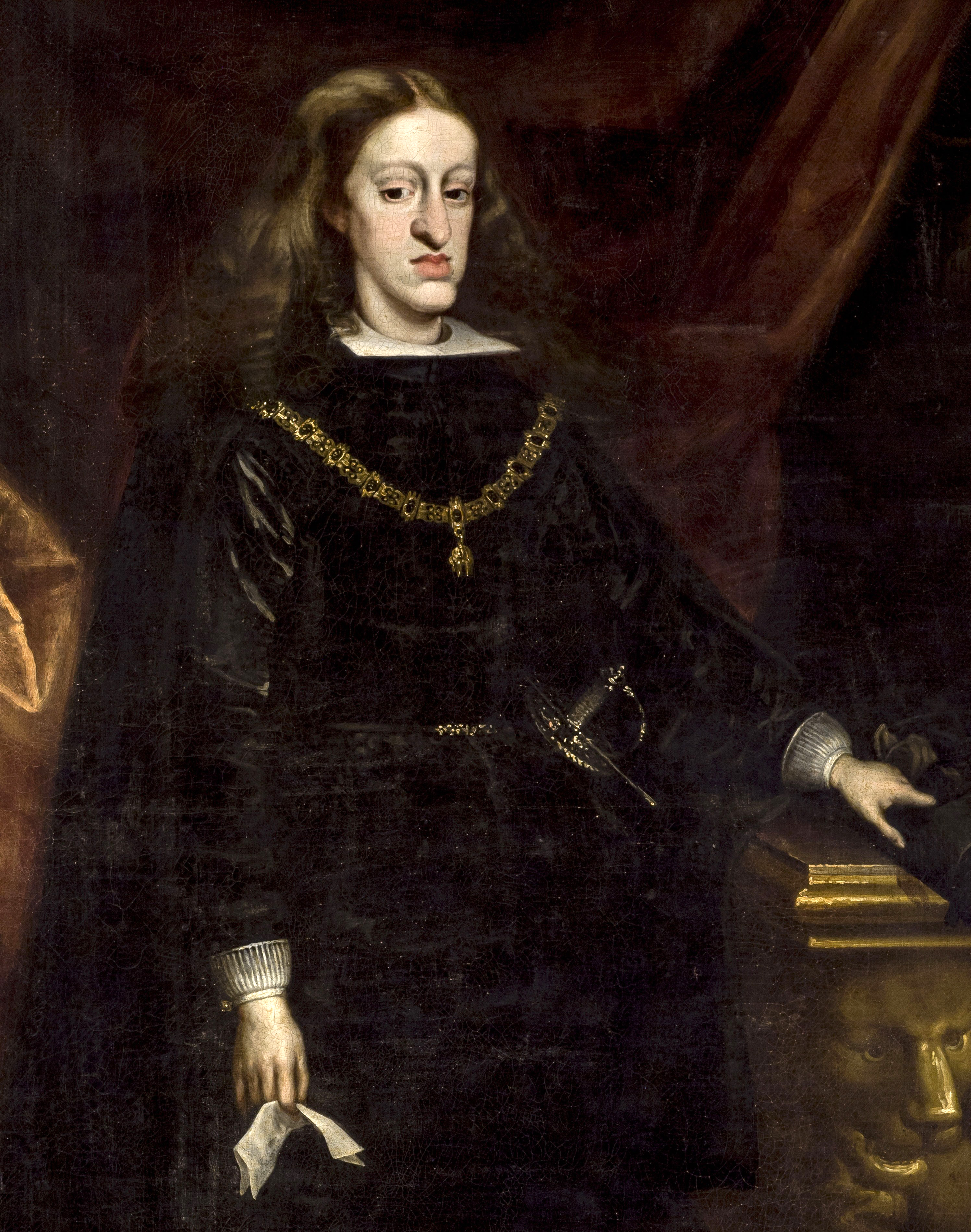
Carlos II concede el título de Villa a Fuente Álamo

Fue el 5 de julio de 1700 cuando Fuente Álamo consigue la independencia, firmándola S.M. el Rey Carlos II y el 20 de julio, Día de la Villa. D. José Ortiz de la Torre, Juez del Supremo Consejo de Cámara de Castilla, posesiona de su jurisdicción a la Villa. Su primer alcalde fue D. Gregorio Reyllo Hernández. El nuevo municipio estaba integrado por Los Almagros, Cuevas de Reyllo, La Pinilla y Las Palas (Lorca), Rincón de Sumiedo y Campo Nubla (Cartagena) y El Escobar, Balsapintada, Lobosillo, Valladolises y Los Arcos (Murcia).
Las tres ciudades citadas no aceptaron la segregación y pleitearon contra el nuevo ayuntamiento. A su vez, Mazarrón protestó por los límites municipales establecidos y algunas pedanías como El Estrecho, Balsapintada y Lobosillo no estaban de acuerdo con su integración en la Villa. Tras muchos litigios y gastos el 1 de abril de 1702, Felipe V decretó desde Barcelona la abolición del privilegio. Fuente Álamo se rebeló contra esta decisión y este levantamiento fue sofocado por las tropas reales. El 17 de mayo de 1702 el Corregidor de Murcia entró en Fuente Álamo, acompañado por 400 hombres de Infantería y Caballería armados uniéndose a los 200 hombres a caballo capitaneados por D.Diego Alburquerque, enviados por el Concejo de Lorca, para retirar el título de Villazgo, quedando de nuevo subordinado a las tres ciudades.
La villa fue suprimida pero el ayuntamiento siguió funcionando con un alcalde pedáneo que nombraba cada año una ciudad (Murcia, Cartagena y Lorca). En 1706 el rey Felipe V concede a este pueblo el privilegio de elegir dos diputados de los que componían el ayuntamiento con voz y voto para defender sus intereses. A partir de esta fecha Fuente Álamo empezó a sentir con más intensidad los abusos y el desprecio de estas ciudades y era sometido a un estrecho control.
Los dos primeros tercios del siglo XVIII fue un periodo de estabilidad y progreso. La política reformista e ilustrada impulsada por los Borbones tendrá su reflejo en Fuente Álamo en aspectos positivos, que confirman la importante infraestructura alcanzada en estas fechas como:
- Aduana.
- Cárcel y horca.
- Fondo de Propios desde 1761 con junta para su administración y distribución.
- Celebraban por su justicia los abastos y remataban por arrendamiento sus propios arbitrios.
- Junta de abastos.
- Pósito Real de labradores con fonda de más de 10000 fanegas de trigo.
- Sorteo anual del reemplazo en el ejército.

Se volvió a solicitar la independencia en 1751, cuando Fuente Álamo contaba con 1500 habitantes, y también en 1787, pero no prosperó.
En 1753 se otorga permiso a don Juan Serón para que pueda explotar las aguas que manaban en la rambla de Fuente Álamo, con la condición de que las canalizara. Esta concesión pasaría posteriormente a la Casa Girón.
El 10 de julio de 1780 el embajador Mohamed ben Otomán, de camino a su país, fue recibido por el alcalde y obsequiado con una comida. Había sido enviado por el sultán Mohammed III de Marruecos para ajustar con el conde de Floridablanca, en representación de Carlos III, el Tratado de paz y comercio entre los dos países, el llamado Tratado de Aranjuez.

### SigloXIX

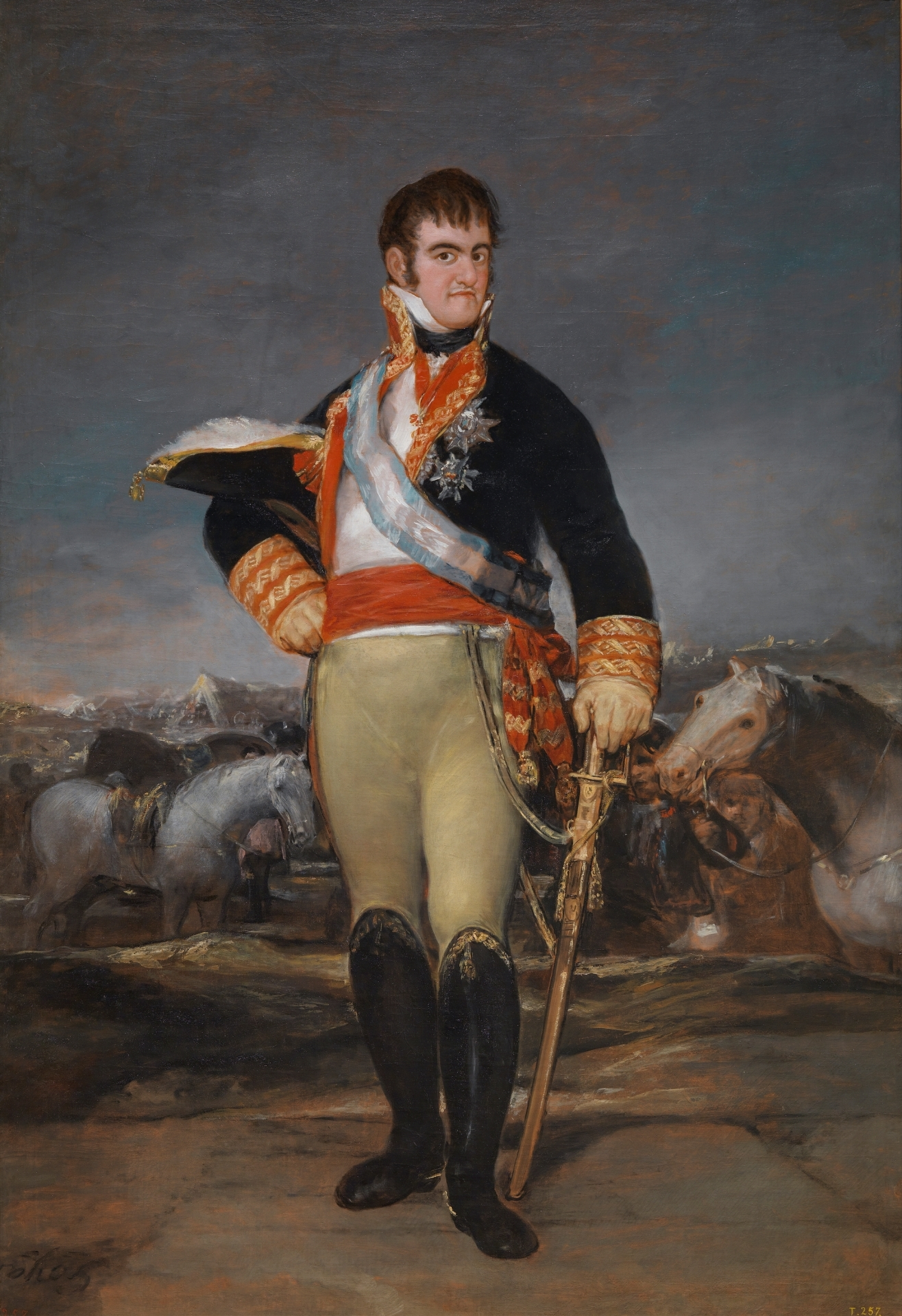
Tras la llegada de Fernando VII al poder, se suspendieron las funciones del ayuntamiento de Fuente Álamo conseguidas en 1812, tras la constitución de las Cortes de Cádiz. Estas fueron restablecidas hasta la actualidad, tras la Revolución de 1820 que dio lugar al Trienio Liberal y obligó a Fernando VII a firmar nuevamente la Constitución de Cádiz.

Entre el último tercio del siglo XVIII y la primera mitad del siglo XIX tiene lugar la etapa más trágica para esta villa. El estancamiento de aguas en la rambla produjo terribles epidemias que causaron verdaderos estragos en la población y un constante quebradero de cabeza para las autoridades locales. Hasta el punto que a principios del siglo XIX llegó a quedar el pueblo prácticamente abandonado. Pasó de tener unos 3000 habitantes a mediados del siglo XVIII a quedar unas 9 casas habitadas en 1822. Las crónicas de la época decían que la causa eran las «repetidas lagunas de agua con muy crecido monte de aneas, siscas y junqueras que hacen corrompidas las aguas [...] motivando pestilente hedor y nocivos vapores que causan dichas enfermedades». Estas lagunas se encontraban por la parte superior de la localidad de Fuente-Álamo, aguas arriba de la rambla del mismo nombre, en una longitud de unas «dos mil varas».
Aprovechando la situación de debilidad de la población, Cuevas de Reyllo trata de hacerse con la alcaldía en 1822, consiguiéndolo en 1836, aunque un año después vuelve a Fuente Álamo de forma definitiva.
Este drástico descenso de población se tradujo, no solo en un alto índice de mortalidad sino en un proceso migratorio a favor de las aldeas y caseríos del campo donde estaban a salvo de las epidemias. La emigración a causa de este triste capítulo fue una de las causas del elevado número de pedanías.
Este abandono provocó la desaparición de edificios emblemáticos para Fuente Álamo como la Iglesia de la Concepción y el Convento de San Bernardino, que existía ya en 1629 y fue abandonado en 1818. Hoy en día solo nos queda de estos edificios el nombre de las calles donde se encontraban.
Se inició el siglo con un nuevo alcalde, D. Ambrosio de Moya y Resalt, que intentó sanear la economía municipal, también se inicia la venta de bienes de la iglesia y se construye el cementerio.
La guerra de la Independencia española (1808-1814) fue bastante dañina, tras ella, el pueblo trata de rehacerse. El 11 de octubre de 1812 queda instalado el Ayuntamiento Constitucional de Fuente Álamo tras la aprobación de la nueva constitución por las Cortes de Cádiz, pero tres meses después queda suspendido con la llegada al trono de Fernando VII. En el año 1820, en época del Trienio Liberal, se le concedió a Fuente Álamo de Murcia por tercera y definitiva vez el ayuntamiento y por tanto la ansiada independencia, a pesar de los problemas de despoblación del núcleo urbano que trajo consigo el mencionado traslado momentáneo del ayuntamiento a Cuevas del Reyllo.
En 1836 se unió al municipio la pedanía de El Escobar, mientras que en 1855 lo hizo la pedanía de Balsapintada. En 1839 se creó la Feria y Mercado de ganados de Fuente Álamo que tanta fama dio a este pueblo, llegando a tener 18 posadas.

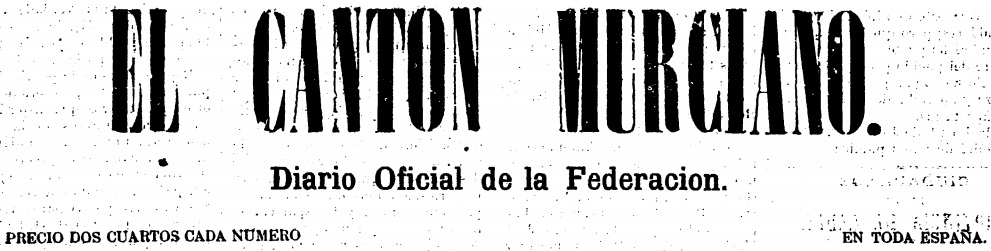
Cabecera del periódico El Cantón Murciano, editado en Cartagena en 1873

La Revolución Cantonal llegó también a Fuente Álamo, tras las sublevaciones de las ciudades y pueblos de la actual Región de Murcia y otros territorios limítrofes. Una Junta Revolucionaria capitaneada por Pedro García proclamó la Primera República federal en esta villa en la sesión extraordinaria celebrada el 10 de junio de 1873. Una vez tomada la ciudad de Cartagena por las tropas centralistas, se puso fin al desafío cantonal de todos los territorios sublevados, que habían permanecido sin reconocer el gobierno de Madrid desde que los diputados federalistas, abandonasen las cortes para exigir el establecimiento del sistema federal, al desconfiar de las gestiones del presidente del ejecutivo Francisco Pi y Margall. Finalmente, Pedro García y el resto de los participantes fueron encausados por estos hechos.
En 1892 se subastan los Cabezos del Estrecho, que eran bien del común.

### SigloXX
Hasta la reforma de la nomenclatura municipal de 1916 el municipio se llamaba simplemente Fuente Alamo. En dicha fecha su nombre fue modificado por el de Fuente Alamo de Murcia. A partir de 1920 se inicia una fuerte caída de la población debido a la emigración hacia zonas con mayor desarrollo industrial.
La guerra civil española supuso, como para el resto del territorio nacional, un periodo crítico en todos los aspectos, demográficos, económicos y culturales. Si bien, no hubo bajas en la contienda, sí que hubo pérdida de patrimonio artístico y el empobrecimiento de la población, que se agravó con la crisis de la posguerra. 
La provincia de Murcia, y por ende, los territorios de Fuente Álamo, permanecieron leales al gobierno republicano y a los distintos batallones que se aseguraban el control de la zona, hasta prácticamente el final del conflicto.

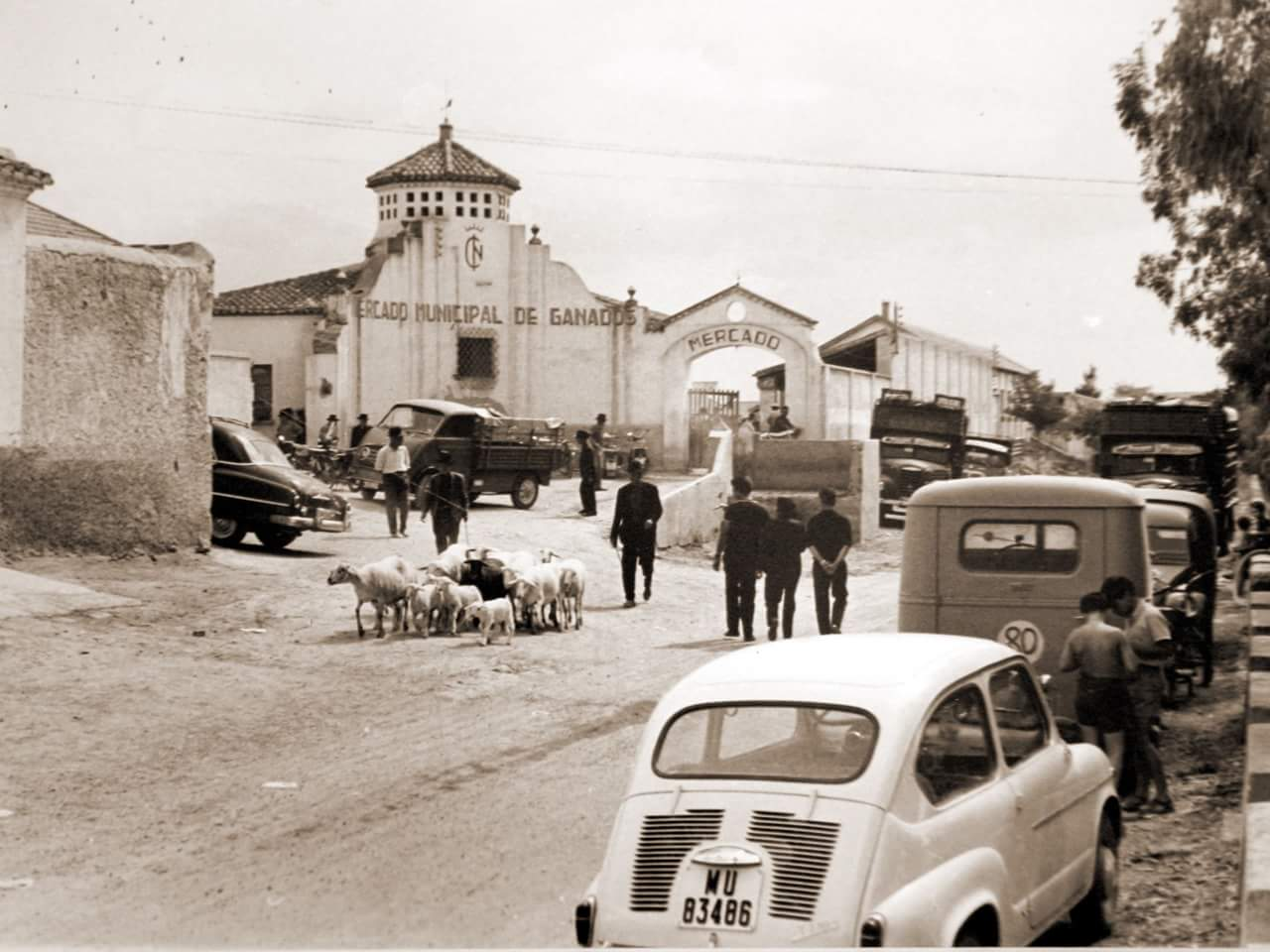
Antiguo Mercado de Ganados junto a la Rambla del Fraile

Fuente Álamo se vio involucrado en varias operaciones militares relevantes como el bombardeo de varias localidades en Andalucía. El 7 de noviembre de 1938, desde el Campo de Aviación republicano que había entre Fuente Álamo y Cuevas de Reyllo, despegaron tres Tupolev SB-2 para el reconocimiento y bombardeo de Cabra en Córdoba que se saldó con 109 muertos.
En 1939 poco antes de terminar la Guerra Civil, y por su cercanía con la base naval republicana de Cartagena, se produjo un episodio importante en el desarrollo de los últimos acontecimientos de la guerra. La batería de costa La Parajola, en resistencia a los sublevados, hundió el barco nacional Castillo Olite en la bocana del puerto. Este barco había sido sustraído por el bando sublevado a la Unión Soviética, para la que hacía las funciones de carguero de carbón con el nombre de Postishev, estos lo armaron y renombraron. El ejército del bando franquista, pretendía hacer llegar un contingente de hombres a Cartagena y acabar así con uno de los últimos reductos militares fieles a la República. Sin embargo, pretendió que el barco atravesase una zona fuertemente militarizada, como eran las cercanías del puerto. La acción, se saldó con la muerte de 1477 marinos, lo que la convierte en una de la tragedias navales más importantes de la Historia de España. De los supervivientes, 293 fueron hechos prisioneros en Fuente Álamo. Como reconocimiento al trato que el pueblo dispensó a los prisioneros, durante la dictadura franquista, le fue concedido el título de Muy Noble y Muy Leal Villa.
Empezó la segunda mitad de siglo y Fuente Álamo ni pudo ni supo afrontar con éxito el reto de la modernización. Falto de industrias, lejos del turismo costero, con un sector minero clausurado y con una construcción que apenas sobrevivía. El 1 de julio de 1971 fue aprobado por Decreto 1749/1971 el escudo heráldico de Fuente Álamo y publicado en el B.O.E. el 20 de julio de 1971. 
Sin embargo en la última década comienza un proceso de desarrollo, aumento de la población y crecimiento industrial sin precedentes en el municipio, que sería continuado en los primeros años del siglo XXI.

### SigloXXI
Este siglo comienza con un importante aumento de la población. La modernización agrícola, la llegada del Trasvase Tajo-Segura y las rentas de los trabajadores emigrantes serán los elementos dinamizadores de la economía fuentealamera, apareciendo sectores punteros a nivel regional, hasta el inicio de la Crisis económica de 2008-2015.
El municipio tiene una población de 18 063 habitantes.

## Demografía
Fuente Álamo de Murcia cuenta con una población de 18 719 habitantes (INE 2024).
| Gráfica de evolución demográfica de Fuente-Álamo de Murcia entre 1842 y 2021 |
| |
| Población de derecho según los censos de población del INE Población de hecho según los censos de población del INEEn este censo se denominaba Fuentealamo: 1842 En estos censos se denominaba Fuente-Álamo: 1857, 1860, 1877, 1887, 1897, 1900, 1910, 1970, 1981 y 1991 |

| Nacionalidad | Hombres | Mujeres | Total  | %     | Proporción |
| ------------ | ------- | ------- | ------ | ----- | ---------- |
| Española     | 6457    | 6213    | 12 670 | 72.0% |            |
| Extranjera   | 2724    | 2195    | 4919   | 27.9% |            |

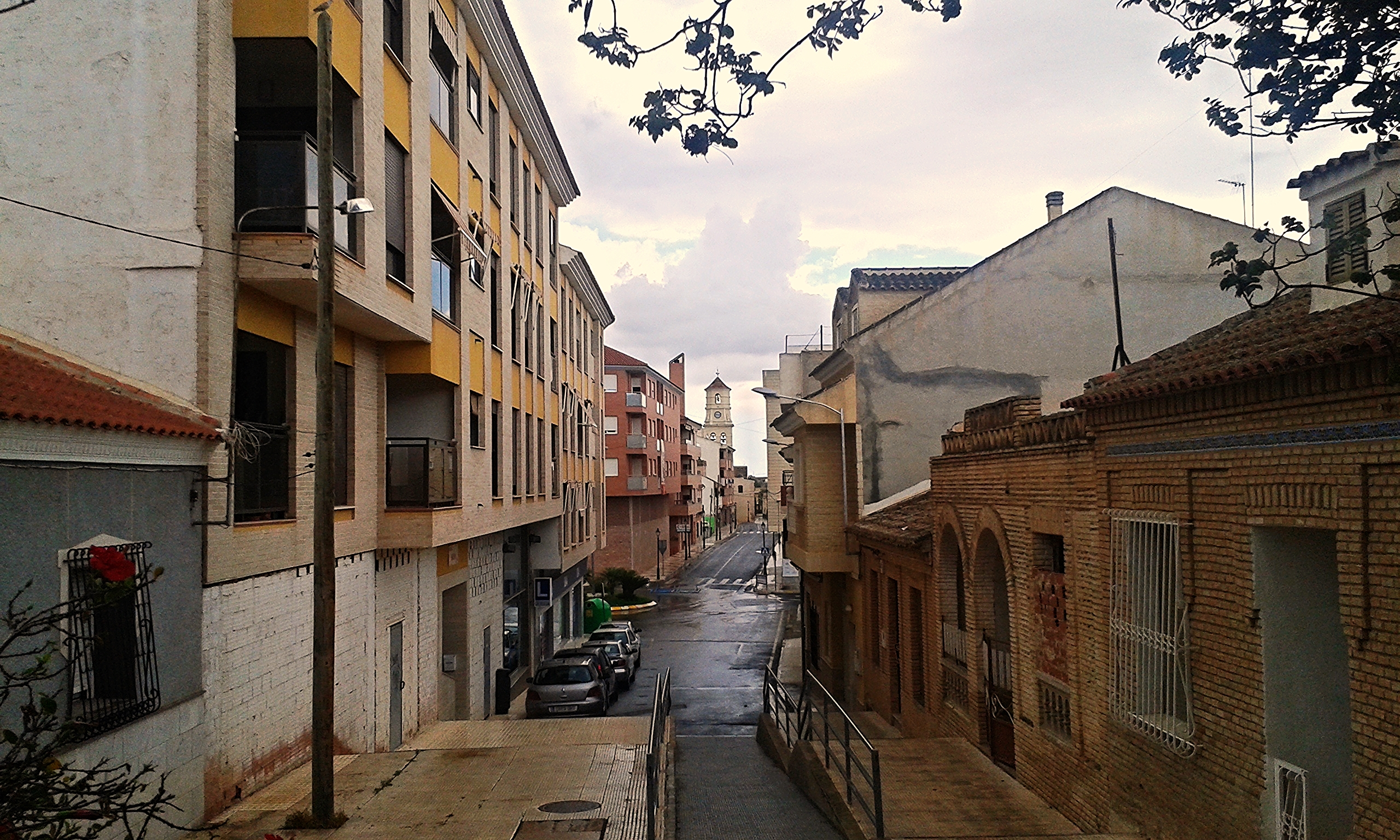
Casco urbano de Fuente Álamo, imagen desde la calle San Roque.

El crecimiento demográfico de la última década viene marcado por la inmigración, la alta tasa de natalidad y la llegada de turistas a los complejos residenciales.

### Economía

#### Sector primario
El principal sector económico es la ganadería, principalmente de porcino con un millón de cabezas seguida de ovino con unas 70 000 cabezas y el vacuno con unas 450 cabezas.
La Oficina Comarcal Agraria situada en la Gran Vía presta sus servicios a los municipios de Fuente Álamo y Mazarrón.
La agricultura ha experimentado una transformación total con la llegada del trasvase Tajo-Segura, trabajando en este sector un gran número de inmigrantes. Se produce una gran variedad y cantidad de hortalizas y verduras, destinadas casi mayoritariamente a la exportación a países europeos como Francia, Bélgica, Holanda, Alemania y Reino Unido.
En los últimos años las técnicas de riego por goteo se han desarrollado mucho para rentabilizar el agua procedente del trasvase Tajo-Segura, así como la explotación de pozos y aguas subterráneas que han posibilitado la extensión de los cultivos.

#### Industria
Hay varias zonas de suelo industrial, destacando el parque tecnológico de Fuente Álamo por estar destinado a empresas de avanzada tecnología y elevada inversión en I+D+I.
El Vivero de Empresas sirve de base para nuevos emprendedores. La planta de reciclaje de plástico TURBOPLASTIC recicla el plástico empleado en los procesos productivos agropecuarios de toda la Región de Murcia, especialmente plástico de invernadero, caja, y manga de goteo.

## Administración y política

### Gobierno municipal

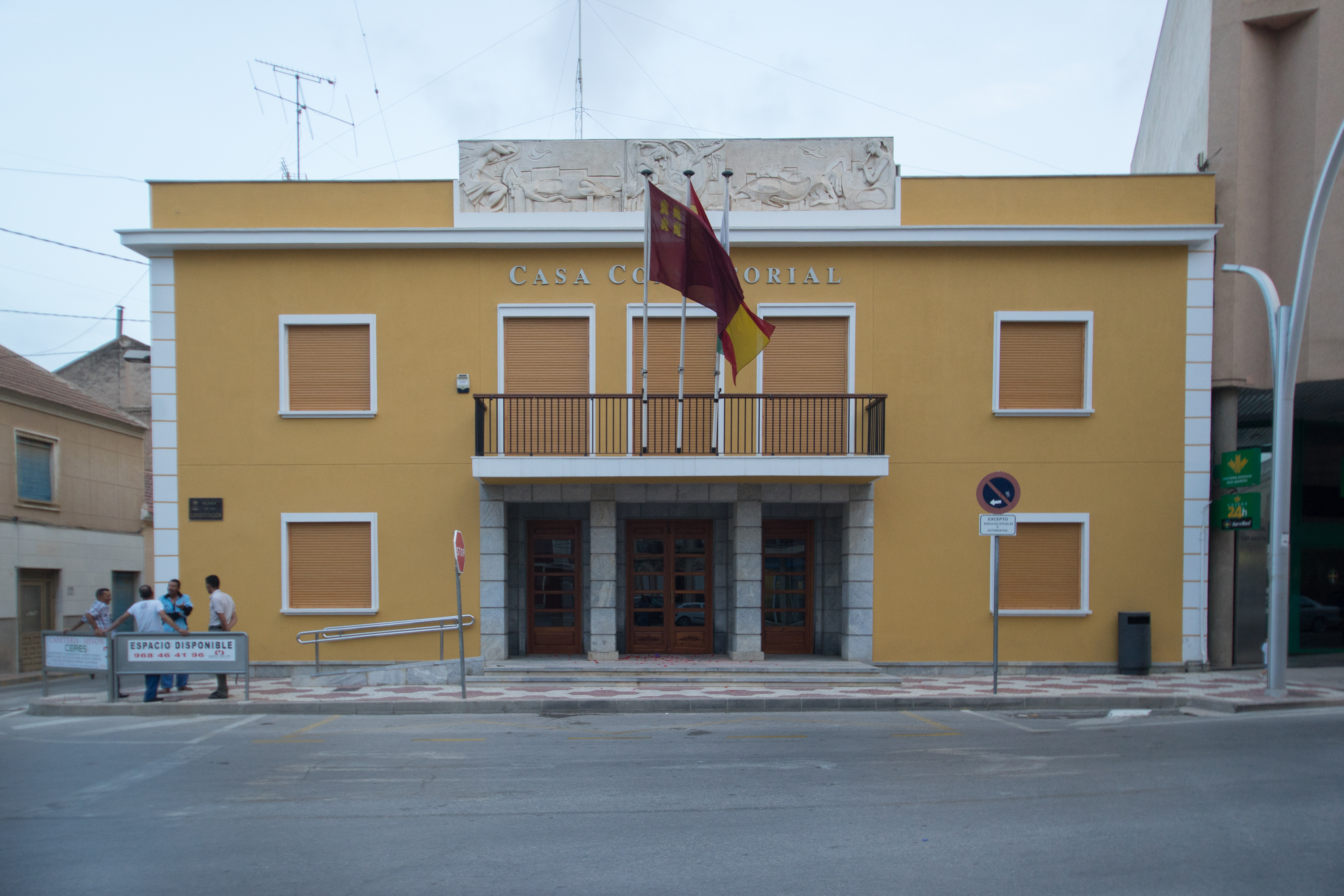
Casa consistorial y sede protocolaria del Ayuntamiento de Fuente Álamo

Como el resto de municipios españoles, Fuente Álamo de Murcia se rige por su propio Ayuntamiento compuesto por una Corporación Local formada por concejales que son elegidos democráticamente por los ciudadanos cada cuatro años en las correspondientes elecciones. Los concejales eligen de entre ellos al alcalde.
El censo electoral está compuesto por todos los residentes empadronados en Fuente Álamo de Murcia mayores de 18 años y nacionales de España y de los otros países miembros de la Unión Europea.
Según lo dispuesto en la ley del Régimen Electoral General, que establece el número de concejales elegibles en función de la población del municipio, la corporación municipal de Fuente Álamo de Murcia está formada por 17 concejales.
| Periodo   | Nombre                      | Partido | Partido                                               |
| --------- | --------------------------- | ------- | ----------------------------------------------------- |
| 1979-1995 | Ginés Jiménez Gómez         |         | Partido Socialista de la Región de Murcia (PSRM-PSOE) |
| 1995-2002 | Miguel Pérez Martínez       |         | Partido Popular (PP)                                  |
| 2002-2003 | Antonio García García       |         | Partido Popular (PP)                                  |
| 2003-2015 | María Antonia Conesa Legaz  |         | Partido Popular (PP)                                  |
| 2015-2019 | Antonio Jesús García Conesa |         | Partido Socialista de la Región de Murcia (PSRM-PSOE) |
| 2019-2023 | Juana María Martínez        |         | Partido Popular (PP)                                  |
| 2023-act. | Juana María Martínez        |         | Partido Popular (PP)                                  |

Las primeras elecciones locales del actual periodo democrático se celebraron en 1979, desde entonces Fuente Álamo de Murcia ha contado con cinco alcaldes: dos del Partido Socialista (PSOE) y tres del Partido Popular (PP).
- En las elecciones de 2003, el PP obtuvo mayoría absoluta con 10 concejales, el PSOE obtuvo 6 concejales e IU 1 concejal.
- En las elecciones de 2007 el PP consiguió 12 concejales, el PSOE quedó con 3 concejales, Izquierda Unida-Verdes (IU-LV) quedó con 1 concejal y apareció CIFA (Ciudadanos Villa de Fuente Álamo) que obtuvo 1 concejal.
- En las de 2015, un acuerdo de investidura entre PSOE, Cs y CIFA llevó a la alcaldía al socialista Antonio Jesús García Conesa.
- Tras las elecciones de 2019, un acuerdo de investidura entre Partido Popular y Ciudadanos (CS), apoyado en el pleno por Vox y CIFA, llevó a la alcaldía a la popular Juana María Martínez.

| Partido político                                      | 2023  | 2023  | 2023       | 2019  | 2019  | 2019       | 2015  | 2015  | 2015       | 2011  | 2011  | 2011       | 2007  | 2007  | 2007       |
| Partido político                                      | %     | Votos | Concejales | %     | Votos | Concejales | %     | Votos | Concejales | %     | Votos | Concejales | %     | Votos | Concejales |
| Partido Popular (PP)                                  | 38,17 | 2470  | 7          | 26,20 | 1635  | 5          | 36,27 | 2201  | 7          | 55,36 | 3472  | 10         | 64,90 | 3956  | 12         |
| Partido Socialista de la Región de Murcia (PSRM-PSOE) | 31,07 | 2011  | 5          | 40,99 | 2558  | 7          | 34,54 | 2096  | 6          | 33,02 | 2071  | 6          | 21,18 | 1291  | 3          |
| Vox                                                   | 22,99 | 1488  | 4          | 11,85 | 740   | 2          | –     | –     | –          | –     | –     | –          | –     | –     | –          |
| Ciudadanos Independientes de Fuente Álamo (CIFA)      | 6,24  | 404   | 1          | 6,18  | 386   | 1          | 7,13  | 433   | 1          | 5,69  | 357   | 1          | 7,28  | 444   | 1          |
| Ciudadanos (CS)                                       | 0,72  | 47    | 0          | 11,39 | 711   | 2          | 17,14 | 1040  | 3          | –     | –     | –          | –     | –     | –          |
| Podemos-Izquierda Unida (IU)                          | –     | –     | –          | 1,60  | 100   | 0          | 3,74  | 227   | 0          | 4,38  | 275   | 0          | 5,76  | 351   | 1          |

### Organización territorial
Los 273 km² de su término municipal se estructuran en diversas localidades que se administran bajo la figura de pedanía.
| Núcleo                      | Entidad             | Distancia a la villa | Población |
| --------------------------- | ------------------- | -------------------- | --------- |
| Fuente Álamo (localidad)    | Villa               |                      | 9603      |
| Las Palas                   | Pedanía             | 7,7 km               | 1449      |
| Balsapintada                | Pedanía             | 7,2 km               | 1398      |
| Cuevas de Reyllo            | Pedanía             | 7,3 km               | 1696      |
| El Estrecho de Fuente Álamo | Pedanía             | 6,1 km               | 450       |
| Los Cánovas                 | Pedanía             | 11,3 km              | 778       |
| La Pinilla                  | Pedanía             | 13 km                | 377       |
| Los Almagros                | Pedanía             | 11,6 km              | 261       |
| El Escobar                  | Pedanía             | 8 km                 | 457       |
| Total del municipio         | Total del municipio | Total del municipio  | 16 184    |

## Símbolos

### Escudo
El último diseño, aprobado por el Consejo de Gobierno de la Región de Murcia con el Decreto 1/2015 de 23 de enero de 2015, es obra del miembro de la Real Academia Alfonso X el Sabio, de Murcia, Luis Lisón Hernández. 
Es una modificación del aprobado por el Pleno del Ayuntamiento el 27 de marzo de 1971 siendo alcalde Juan Jiménez Pérez y publicado en el B.O.E. el 20 de julio de 1971.
En la aprobación del citado B.O.R.M, se propone que el Escudo de Armas quede compuesto y organizado así: ARMAS: Escudo a la española; de plata, álamo de sinople, terrazado de lo mismo, y en punta, onda de plata, cargada de otra de azur; en la bordura, de oro, la leyenda, en letras de sable, FUENTE ÁLAMO DE MURCIA, MUY NOBLE Y MUY LEAL VILLA. Al timbre, corona real. Se añaden las especificaciones técnicas de los colores del escudo con las siguientes tonalidades PANTONE: Plata 7541C, Oro 103 C, Sinople 7481 C, Sable Black C, Azur 2727C, Marrón 119C y Gules 186C.

### Bandera
El Consejo de Gobierno de la Región de Murcia, mediante el Decreto 1/2015 de 23 de enero de 2015 aprobó la nueva bandera de Fuente Álamo de Murcia. La bandera municipal tiene una proporción 2:3; está dividida en dos franjas horizontales de igual tamaño siendo la inferior de color verde (Tonalidad PANTONE 355c) y la superior de color gris plata (Tonalidad PANTONE Cool Gray 3 C). De manera opcional lleva el escudo municipal en el centro.

## Patrimonio

### Patrimonio religioso

#### Iglesia Arciprestal de San Agustín.

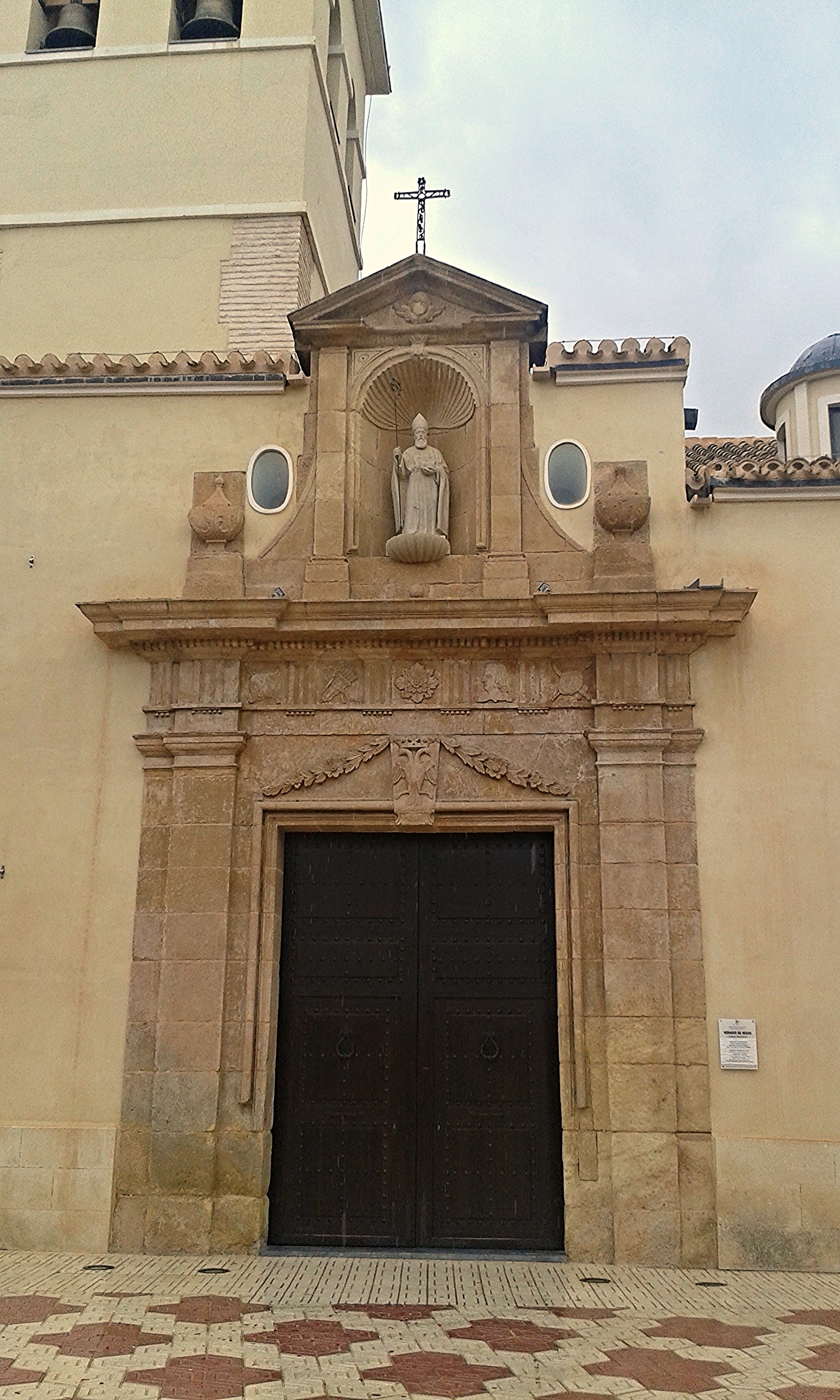
Iglesia de San Agustín

Declarada Patrimonio Histórico, actualmente se está tramitando el expediente para declarar el templo Bien de Interés Cultural (B.I.C.). De este templo se puede decir que es una de las iglesias en activo más antiguas de la Región de Murcia. Se empezó a construir en 1545 tras pedir el Concejo de Lorca permiso al deán Sebastián Clavijo. En 1582 adquirió la categoría de parroquia y se nombró a San Agustín de Hipona santo patrón de Fuente Álamo. En esta iglesia se encuentra también la patrona, la Virgen del Rosario.
A lo largo de los siglos ha sufrido distintas rehabilitaciones. Destacar una en el primer cuarto del siglo XVIII, cuando tuvo lugar una importante reedificación de estilo barroco y quedó con las dimensiones con que hoy la conocemos y otra rehabilitación general realizada en 2008.

#### Ermita de San Roque

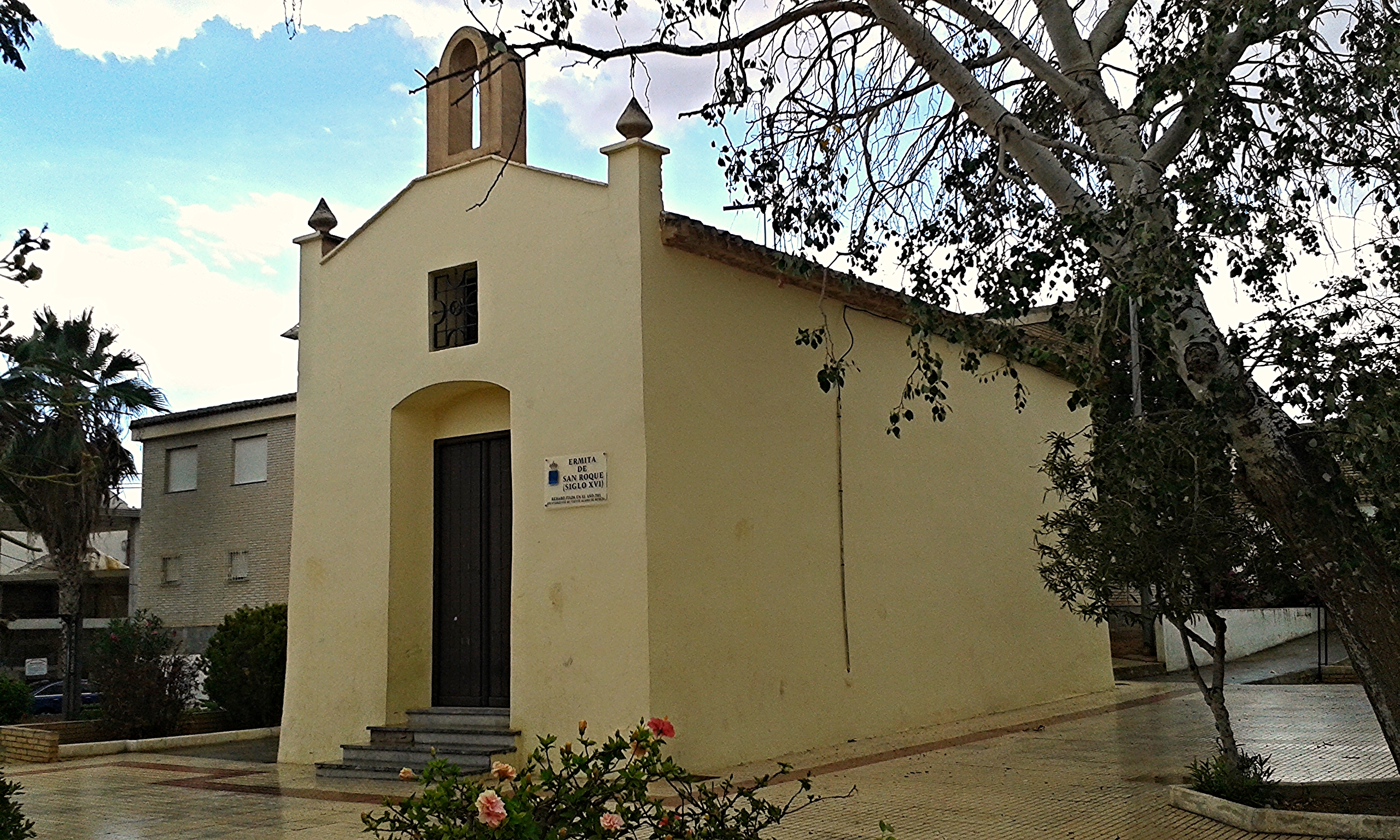
Ermita de San Roque

Aunque no hay exactitud en sus orígenes, se trataría de la primera iglesia que hubo en Fuente Álamo de Murcia y se construyó en el siglo XVI, sobre 1530. San Roque desde la Edad Media era protector de las epidemias que tan frecuentemente afectaban a las poblaciones y especialmente a Fuente Álamo por el estancamiento del agua en la Rambla. Ciudades como Lorca, Totana, Jumilla, Ceutí, Fortuna y Blanca también poseen ermitas dedicadas a San Roque.
Se construyó sobre una elevación del terreno que pertenecía al término de Lorca. Está formada por una sola nave con arcos de medio punto y una pequeña estancia a la derecha del altar con función de sacristía. Tejado a dos aguas con teja de cañón y una pequeña espadaña en la portada.
La primera referencia escrita de esta ermita la encontramos en el Archivo de Lorca, el Concejo de aquella ciudad dona en 1603 una fanega de tierra a la ermita de San Roque.
Como consecuencia de las Órdenes Reales para la subasta pública de todos los bienes de cofradías, hospicios, etc.. redactada por el primer ministro Manuel de Godoy para sanear las arcas reales, en 1804 el Sr.José de Villafranca se adjudica los bienes de la cofradía de San Roque, la ermita y tres fanegas de tierra por 425 reales de vellón. En 1853 el ayuntamiento acuerda habilitarla para casa hospital donde acoger a enfermos o menesterosos, aunque en 1847 se la mencionaba como ermita de Lazarón posiblemente por tener ya las funciones de lazareto.
Durante la guerra civil española sirvió de aposento para refugiados.
En su interior se encuentra la imagen del titular traída de los talleres Anónima Mató de Olot en 1948 y que sustituyó a la que fue destruida la madrugada del 26 de julio de 1936. 
A lo largo de su historia ha vivido etapas de abandono y se ha restaurado varias veces. En el siglo XIX Dña. Magdalena Hernández Bermúdez costea las obras de reedificación por una promesa hecha al Santo, encargando un retablo al artesano murciano Antonio Caballero y una campana. Después de la Guerra Civil fue Agustín Carrascosa quién costeó el arreglo del edificio y la última restauración fue realizada por el Ayuntamiento en el 2001.
Actualmente se utiliza como sala de exposiciones y actividades, teniendo una intensa actividad cultural a lo largo de todo el año.

### Patrimonio civil

#### Aljibón de Corverica

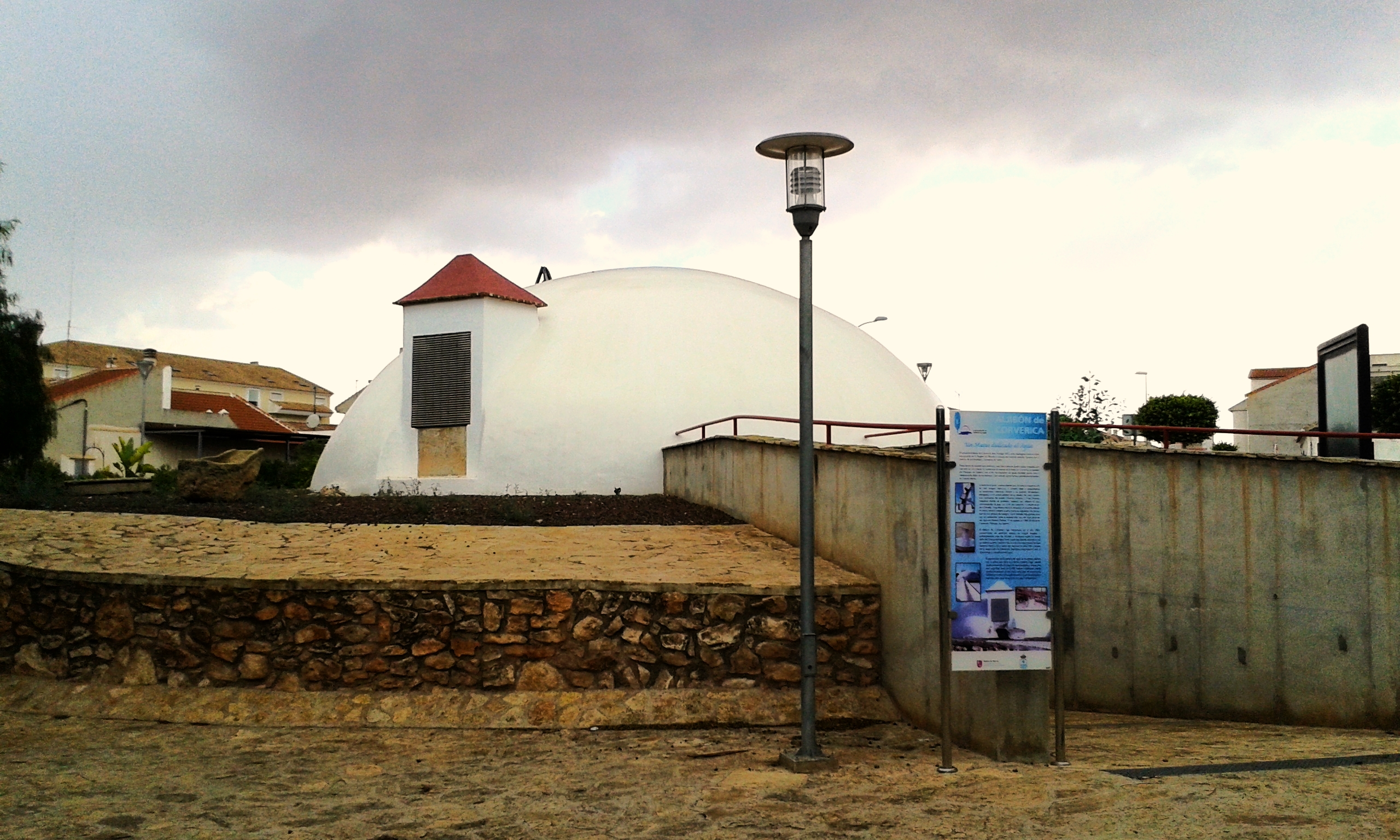
Aljibón de Corverica

Data del siglo XIX y es el aljibe más grande de la Región de Murcia con 984 metros cúbicos de capacidad total. Se construyó por iniciativa privada con la finalidad de recoger y conservar las aguas pluviales para abastecimiento del pueblo. También tenía esta función el desaparecido Aljibe de las Ánimas, que era de propiedad pública y que fue demolido para urbanizar la Gran Vía. 
En 1877 se le reconocen judicialmente los derechos de explotación de las aguas de la rambla a la familia Girón, pero también se le indica que proceda a destapar la fuente del álamo para que el publico aproveche sus aguas para beber en vista de la falta de los aljibes por la sequía que se siente.
Situado a pocos metros de la Rambla del Fraile, fue mandado construir por Eduardo de Casanova y Galtero, marqués de Dos Aguas y marqués de Galtero, tras pedir autorización al Concejo y actualmente es de propiedad municipal.
En la parte inferior de la bóveda se lee la siguiente inscripción: Soi la bóveda más grande/ 17 de agosto de 1883 por don Eduardo Casanova y Galtero/ echa por un remendón toda. Dicen que me cayo pero no me cayo, no/ Ramón Muñoz. Fue restaurado en 2001 y actualmente sirve de sala de exposición de útiles relacionados con el agua.
Su cúpula con forma de bóveda semiesférica está realizada con piedra caliza y revestida en el interior por ladrillo de barro y el exterior con mortero y cal. Tiene 11,14 metros de diámetro y 3 metros de altura sobre el terreno y una profundidad de 10 metros, con una capacidad de 976 metros cúbicos.
Junto al principal hay un segundo aljibe con función de reserva conectado con el aliviadero principal. Su cúpula tiene 2,25 metros de diámetro y 0,5 metros de altura sobre el terreno y una profundidad de 2 metros, con una capacidad de 8 metros cúbicos.
Con estos aljibes se abasteció Fuente Álamo hasta que en 1920 se instalaron dos fuentes públicas, pero la solución definitiva llegó en 1960 con el abastecimiento a través de la Mancomunidad de Canales del Taibilla.

#### Mojón de la Fuente del Álamo

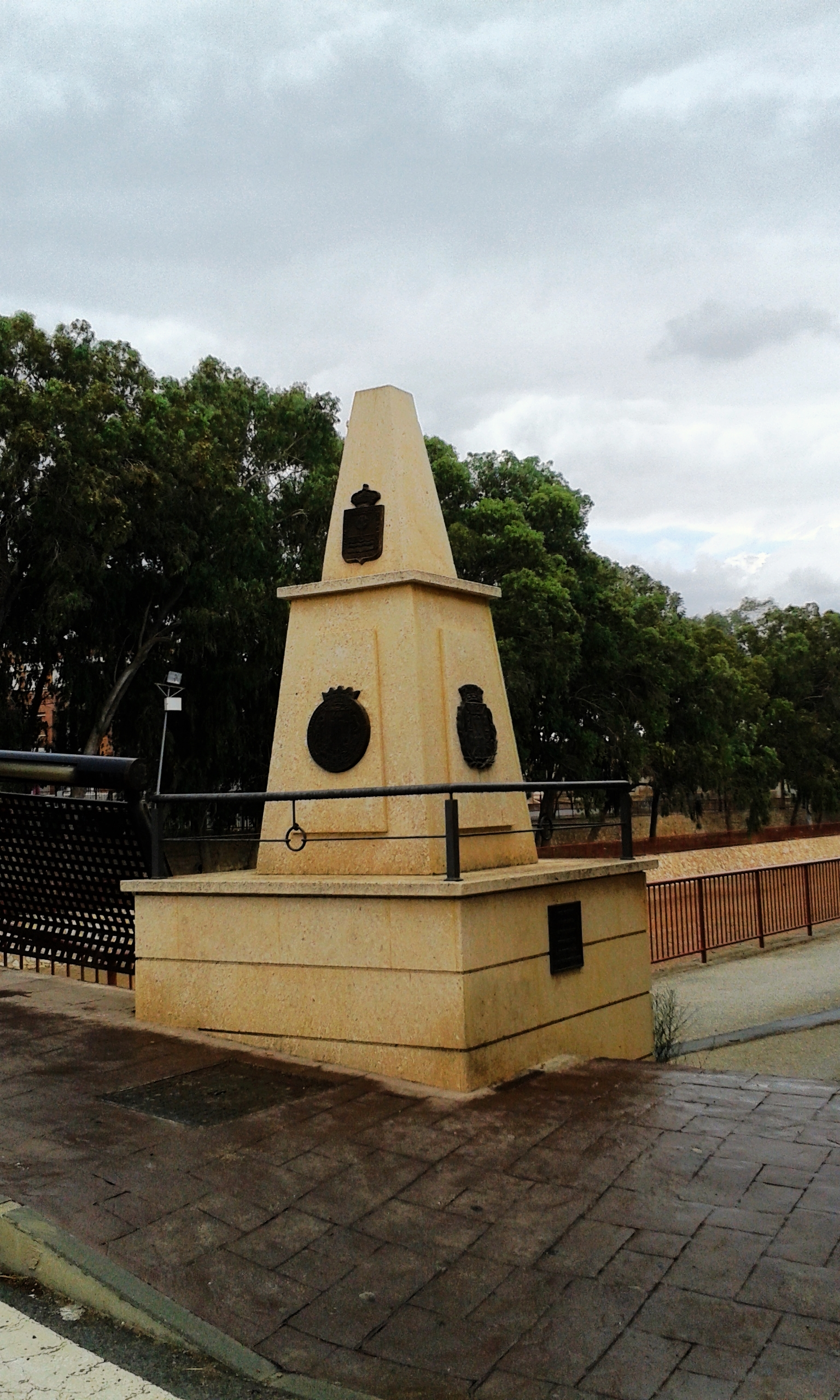
Monolito donde se encontraba la histórica fuente que da nombre a la Villa. Ya nombrada en escritos en 1450

Mojón que señala el antiguo límite común de los Concejos de Murcia, Cartagena y Lorca.
Aunque no se sabe a ciencia cierta desde cuando esta fuente marcó los límites entre los tres Concejos. Cuando Alfonso X en 1254 concedió a Cartagena su término concejil con toda probabilidad este se correspondía con los límites confirmados en posteriores litigios. Por tanto, se puede afirmar que no solo limitó Concejos, también limitó el reino de Aragón y el reino de Castilla entre 1296 y 1305.
Fue el 19 de abril de 1463 cuando D.Juan Martínez de Mayorga señaló el amojonamiento. Fue nombrado Juez sentenciador por el rey Enrique IV con motivo del pleito sobre los límites entre Lorca y Cartagena. Estableció el primer mojón en la fuente del álamo y así hasta el undécimo que lo señaló en la orilla del mar.
. Los mojones entre Cartagena y Lorca eran once. Iban desde el mar en Isla Plana hasta Fuente Álamo.
. Los mojones que delimitaban los términos de Lorca y Murcia eran siete.
. Los mojones entre Murcia y Cartagena eran dieciocho. La rambla del Albujón delimitaba los términos desde su desembocadura en el Mar Menor hasta Fuente Álamo.
El mojón común a las tres ciudades y donde confluían los tres términos estaba en la fuente del álamo.
Este primer mojón era de piedras y mortero y estaba sobre la fuente, dentro de su cerco.
En 1702 con la pérdida del Villazgo se debería haber instalado el mojón, pero en 1737 en la información testifical que se hizo de la mojonera general de Lorca ante su corregidor se dice por un testigo (Leandro Valero) que nunca vio mojón ni oído decir que lo haya habido.
En la visita a los mojones que hizo el Corregidor de Lorca en mayo de 1772 dice: Y siguiendo dicha visita guiaron al primer mojón que señala la establecida por el Venerable Juan Mayorga que es el undécimo y último de la visita que es una piedra de sillería de forma paralelogramo de nueve palmos, fuera de la superficie y estar en el sitio que demuestra la primera partida de la mojonera.

#### Puente Viejo o de San Francisco

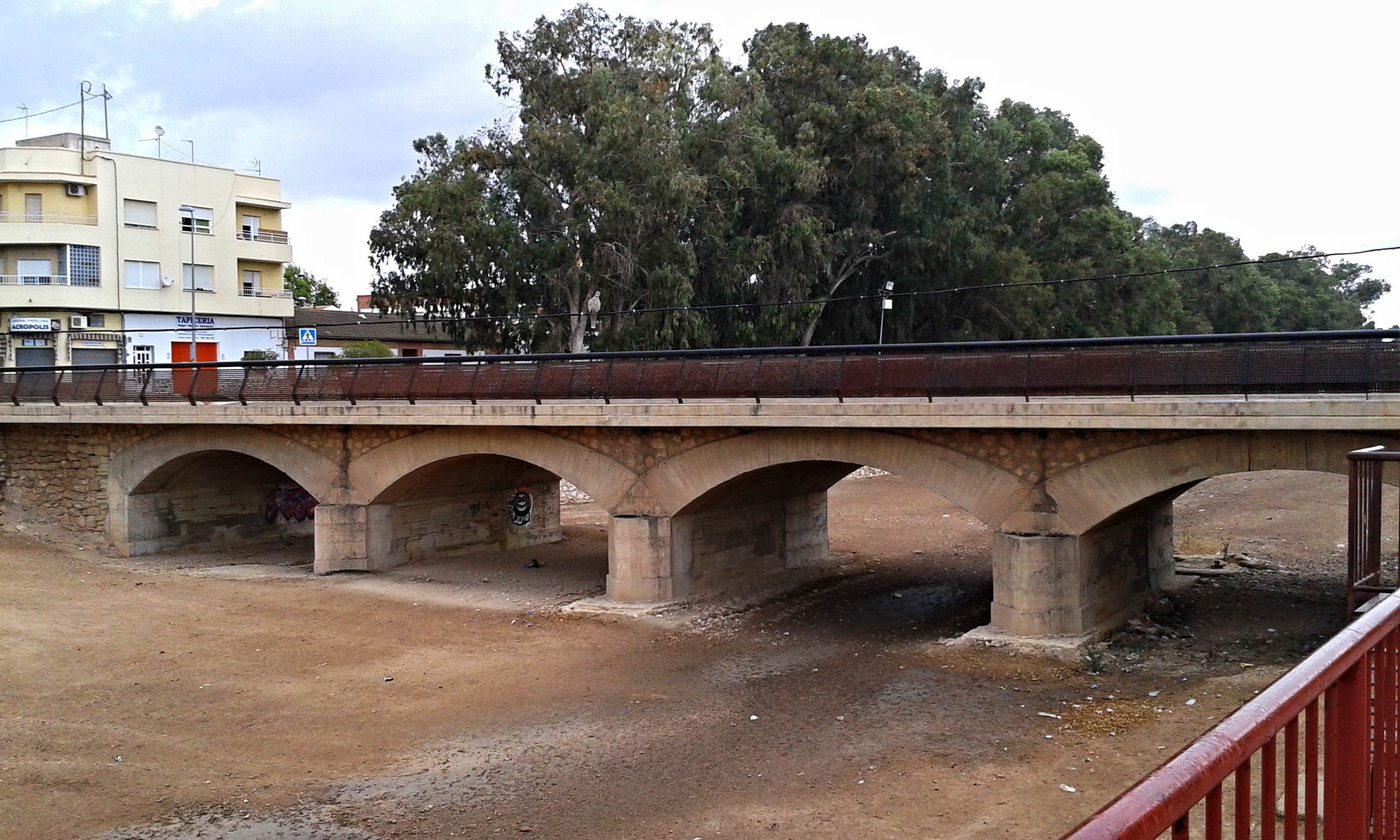
Puente Viejo o de San Francisco en la Rambla del Fraile

Fue inaugurado por el alcalde, el gobernador Civil y el Obispo de la diócesis en 1915, asistiendo el senador D.Isidoro de la Cierva y el diputado D. José Maestre. 
Está formado por cuatro arcos de sillería de unos 6 metros de ancho por 4 metros de alto. Solamente se puede apreciar su estructura de piedra en la parte inferior de los arcos porque en los años 80 fueron reforzados sus pilares con hormigón adaptándolo al intenso tráfico que soporta y en 2005 se volvió a reforzar su estructura y se construyeron aceras peatonales más amplias.
Fue construido en la salida del pueblo hacia Murcia, sobre la rambla de Fuente Álamo, conocida a su paso por el núcleo urbano como Rambla del Fraile. Ha sido testigo de muchas inundaciones y ha quedado en algunas ocasiones desbordado, la última en 1986.

#### Casa de Don Regino Guerrero
Casa señorial que perteneció a Regino Guerrero García, que fue alcalde de Fuente Álamo de 1891 A 1892. Era un destacado hacendado de esta Villa y empresario de minas en La Unión, Mazarrón y Sevilla. 
Se encuentra en la plaza de la Constitución y es de propiedad privada.

#### Busto de Don Ricardo Ortega
Homenaje de Fuente Álamo de Murcia al que fuera su ilustre cronista, archivero municipal e hijo predilecto, Ricardo Ortega Merino. 
El busto obra del escultor Arturo Serra Gómez se encuentra en la confluencia de la Gran Vía con la Ronda de Poniente y fue inaugurado el 20 de julio de 2006 (Día de la Villa). Es de cobre sobre pedestal de hormigón con la leyenda: Fuente Álamo a su primer Cronista.

#### Fuente de Don José Maestre

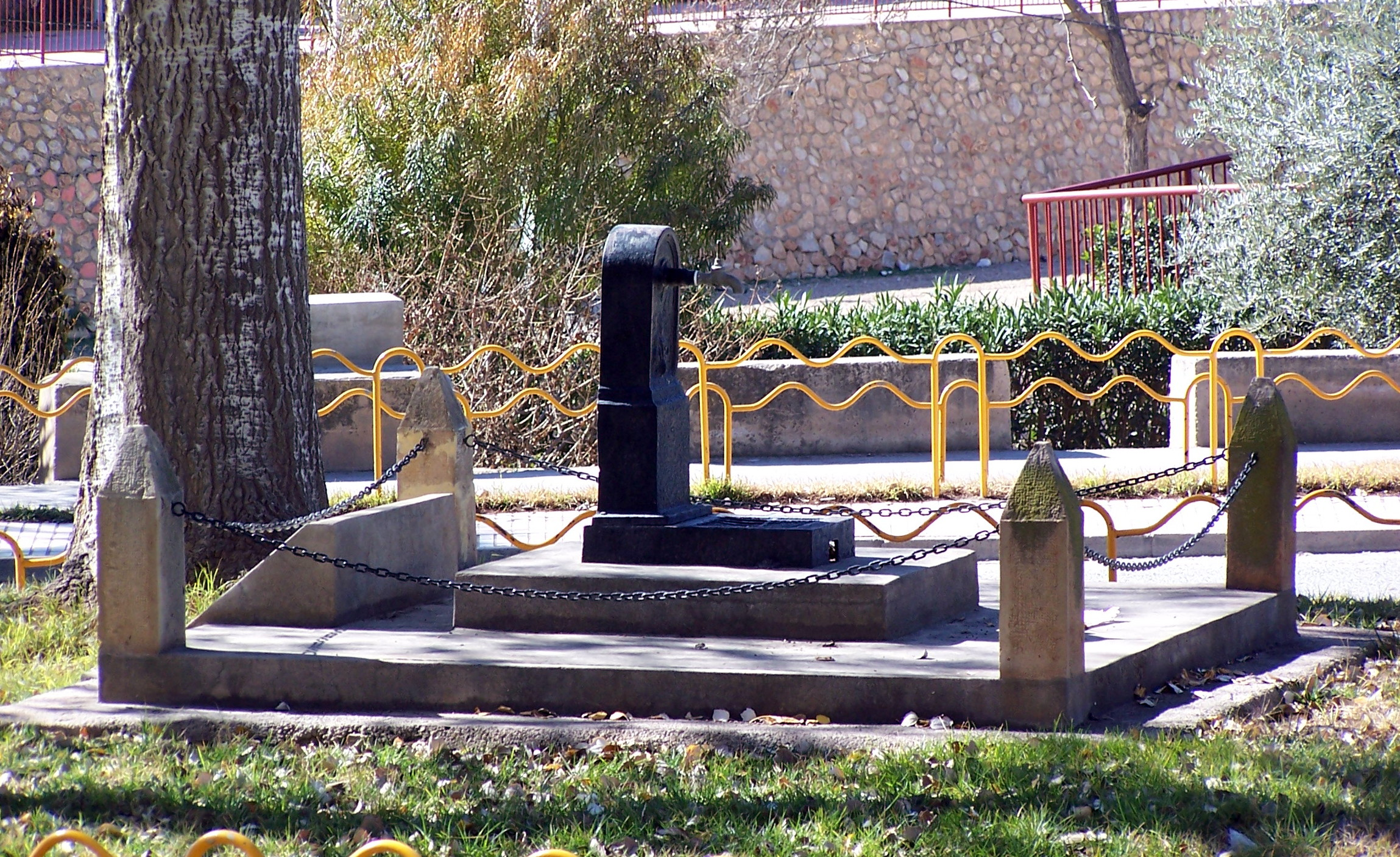
Fuente de Don José Maestre (1920)

Es una de las dos fuentes donadas a Fuente Álamo de Murcia en 1920 por José Maestre. Este fue titular de distintos ministerios durante el reinado de Alfonso XIII además de senador, diputado y gobernador del Banco de España. Era hijo político del rico minero Miguel Zapata «el tío lobo», que era propietario de las aguas de la rambla y de la finca de Villa Antonia en la pedanía de El Estrecho. El agua era vendida para el riego en subasta pública.
El pueblo se abastecía de los aljibes particulares y del aljibe de Las Ánimas, que era público, hasta que en 1920 D. José Maestre conduce las aguas de la Rambla de la Azohía hasta dos fuentes. En la plaza de la Fuente se instala la fuente de Santa Obdulia y en la plaza de San Agustín la fuente de San Agustín.

#### Yacimiento del Cabezo de los moros
El yacimiento romano "Cabecico de Los Moros" se localiza en una terraza sobre la
margen izquierda de la Rambla de Fuente Álamo, a unos quinientos metros al
noroeste de esta localidad.
El Cabecico de Los Moros se corresponde con un asentamiento rural de época
romana, en los que se han documentado abundantes materiales arqueológicos en la superficie,
concretamente, cerámicas campanienses A y B, T.S. Sudgálica, Africana A,
fragmentos de lucerna, cerámicas pintadas, comunes y de cocina, así como
ánforas itálicas, e indeterminadas, tégulas que permiten otorgar una amplia
ocupación entre los siglos II a. C. y II d. C.

## Cultura

### Museos

#### Museo del Agua
Está compuesto por una plaza de 2450 m² donde se puede realizar una ruta guiada en la que se muestran distintas formas de obtener y gestionar el agua. En la misma plaza se encuentra el Aljibón de Corverica donde tiene su sede el Museo del Agua. En él se pueden ver todo tipo de utensilios relacionados con el agua y ver la importancia que ha tenido en la historia del Campo de Fuente Álamo.

#### Museo Fuente Álamo

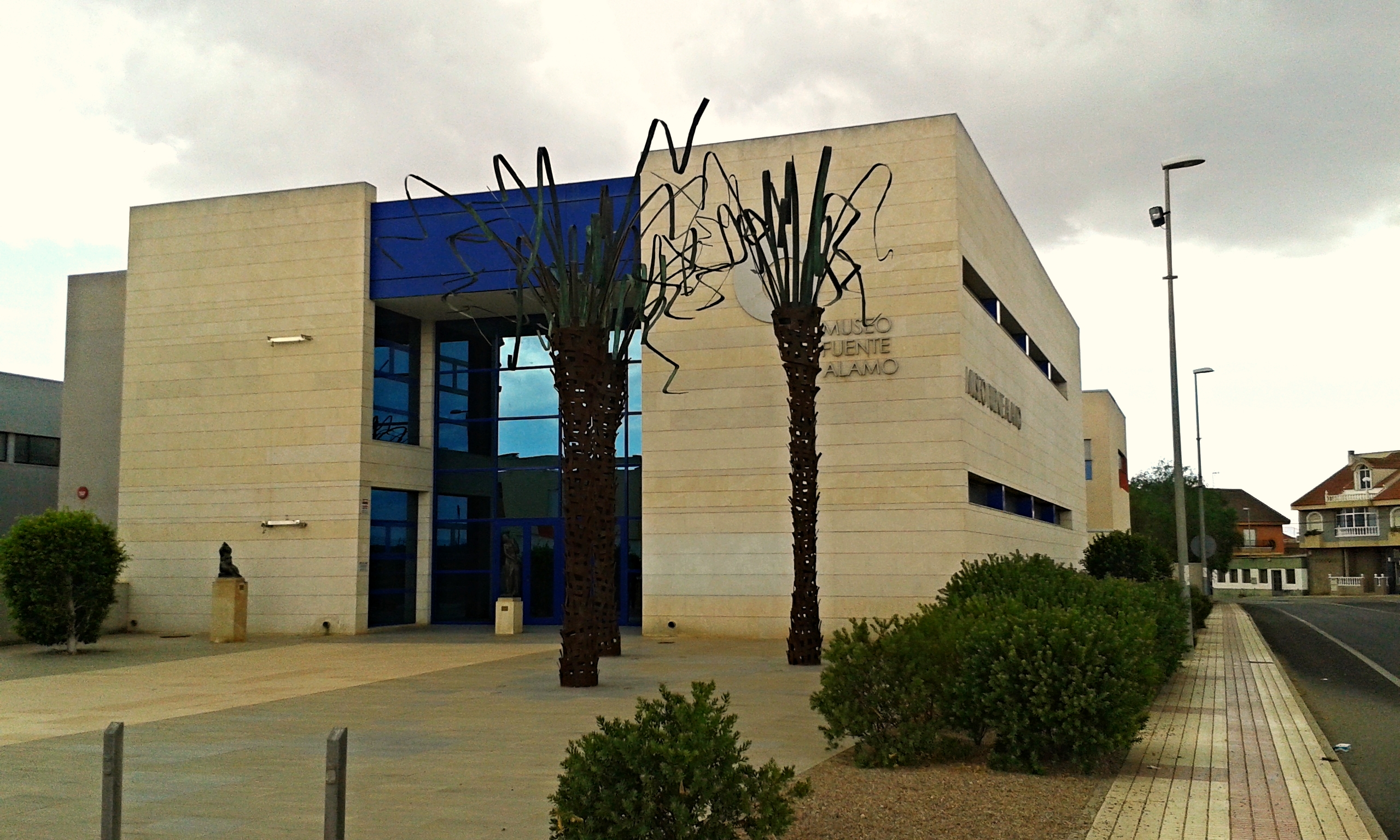
Museo de Fuente Álamo

El espacio expositivo de casi 2000 m² se distribuye en tres plantas. La planta baja destinada a etnografía, inicia al visitante en el conocimiento de los distintos oficios tradicionales del municipio (esparto, forja, agricultura, vinos, telares, carpintería...) con la intención de preservar la memória histórica de Fuente Álamo y divulgar su idiosincrasia.
La primera planta alberga la exposición permanente de la colección de pintura del Ayuntamiento que constituye una de las colecciones contemporáneas más importantes de la región. Está compuesta por 58 obras recopiladas desde 1973.
El sótano está destinado a exposiciones temporales y talleres formativos (pintura, fotografía, cerámica, etc.).

### Sedes culturales
Centro cultural
Edificio de Servicios Sociales.
Tras el traslado de las oficinas de Atención a mujeres víctimas de la violencia de género y la sede de la Educación de adultos a dependencias municipales, el edificio ha quedado para dedicación exclusiva de la escuela municipal de música y sede de la agrupación musical Villa de Fuente Álamo, de modo que se ha incrementado el número de aulas para la enseñanza de la música entre los jóvenes y mayores del municipio, así como una ampliación de la oficina y almacén de la Escuela de Música.
Auditorio Miguel Marín. El auditorio municipal es un espacio al aire libre con capacidad para 2500 personas en el que se desarrollan actividades culturales y musicales a lo largo del año. La mayoría de estas actividades se realizan en época estival, coincidiendo con las fiestas de San Agustín, patrón del pueblo.
Ludoteca. Centro de juegos y actividades para niños de 6 a 15 años.
Parque de Educación Vial. Inaugurado en mayo de 2007, promueve y fomenta la educación vial en nuestros pequeños. Cuenta con una superficie de 4.600 metros cuadrados, en los que encontramos zona de juegos, graderío, zonas verdes y peatonales, aula de formación y un circuito para que tanto niños como adultos puedan poner en práctica los conocimientos adquiridos en las sesiones de formación que se organizan desde los centros educativos y el propio ayuntamiento.

### Eventos culturales
Encuentro de Cuadrillas (6 de enero). Este encuentro se viene realizando desde 1987. La Cuadrilla de Fuente Álamo de Murcia ha celebrado durante el 2006 el 290.º aniversario de su creación.
Encuentro de Bandas de Música. Se celebra en el auditorio municipal, y a lo largo de sus 15 ediciones ha traído a bandas de música de toda la geografía regional y nacional. Este encuentro se viene realizando desde el 2000, donde se programó como una de las actividades para conmemorar el 300 aniversario de la independencia de Fuente Álamo, por lo que en sus primeras diez ediciones se celebró en el fin de semana más cercano al 20 de julio, dentro de la programación de actos de celebración del Día de la Villa. Desde 2011 ha cambiado su fecha de celebración para coincidir con las fiestas patronales en honor a San Agustín, a finales de agosto.
Concurso Internacional de Pintura "Villa de Fuente Álamo". El Certamen Internacional de Pintura Villa de Fuente Álamo nació en agosto de 1973 por iniciativa de la Asociación Cultural Círculo Medina. Contó con el apoyo administrativo que merecen las propuestas ciudadanas, siendo respaldada por la entonces alcaldesa D.Francisca Mayordomo.
Festival Nacional de Folclore "Villa de Fuente Álamo Inició su andadura en 2006 y tiene lugar dentro de la programación de las fiestas de San Agustín. Cada año reúne a varias agrupaciones folklóricas del panorama nacional y cuenta con la actuación de la Cuadrilla de Fuente Álamo de Murcia.
Feria del libro de Fuente Álamo  Tiene como objetivo fomentar la lectura entre los habitantes del municipio. En 2019 se celebró su primera edición.

### Medios de comunicación
- Radio

Antena Ciudad Fuente Álamo, emisora municipal en el 107.3 de FM. Teléfono: 968 597 178
- Televisión

Fuente Álamo Televisión es una televisión local de gestión privada.

### Gastronomía
Platos más característicos
- Migas de harina de trigo
- Migas de pan
- Michirones
- Pelotas
- Caracoles
- Arroz con conejo

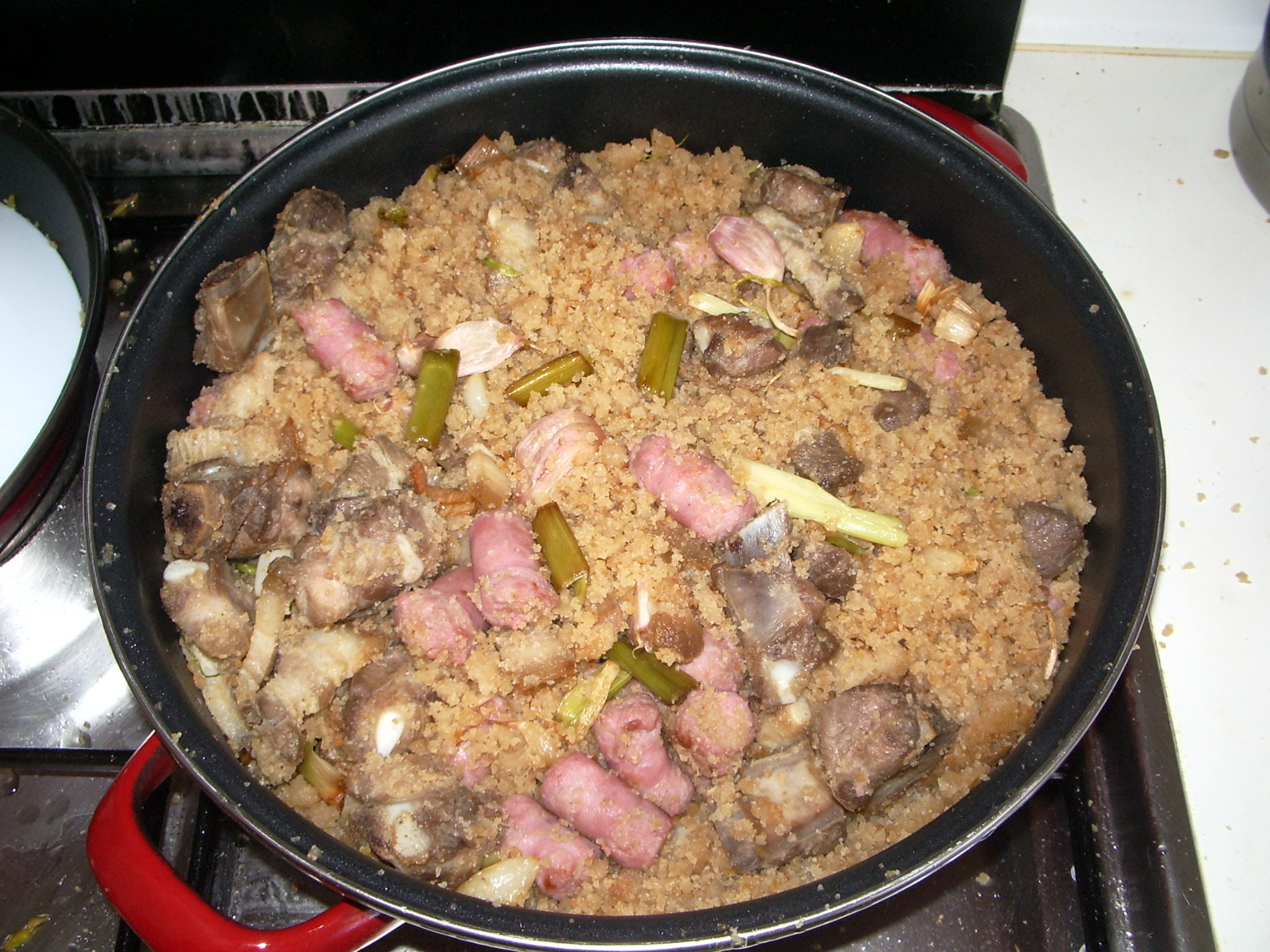
Migas ruleras

En los municipios de Fuente Álamo de Murcia, Torre Pacheco, La Unión y Cartagena existe producción vitivinícola de vinos tintos y blancos amparados bajo la denominación de Vino del Campo de Cartagena.

### Deporte

#### Instalaciones deportivas
- Polideportivo Cuatro Vientos
- Pabellón de deportes Javier Gómez Noya
- Piscina municipal Cubierta

#### Eventos deportivos
Triatlón Nacional Villa de Fuente Álamo
Se celebra anualmente en el primer fin de semana del mes de mayo. Es prueba puntuable para el campeonato de España y uno de los más prestigiosos. Participan clubes de toda España, atrayendo a los mejores representantes del triatlón nacional. Cada año se ofrece un total de 950 plazas que llenan en pocos minutos triatletas de toda España, y atrae a cerca de 2000 personas entre aficionados y equipos al municipio para disfrutar de la prueba.

#### Entidades deportivas
- Motoclub Fuente Álamo
- Club de Pesca Fuente Álamo
- Club de Natación Fuente Álamo
- Club Senderista de Fuente Álamo
- Club Triatlón Fuente Álamo
- Club Atletismo Fuente Álamo
- C.B. Fuente Álamo
- E.M.F Fuente Álamo

### Fiestas
- Semana Santa

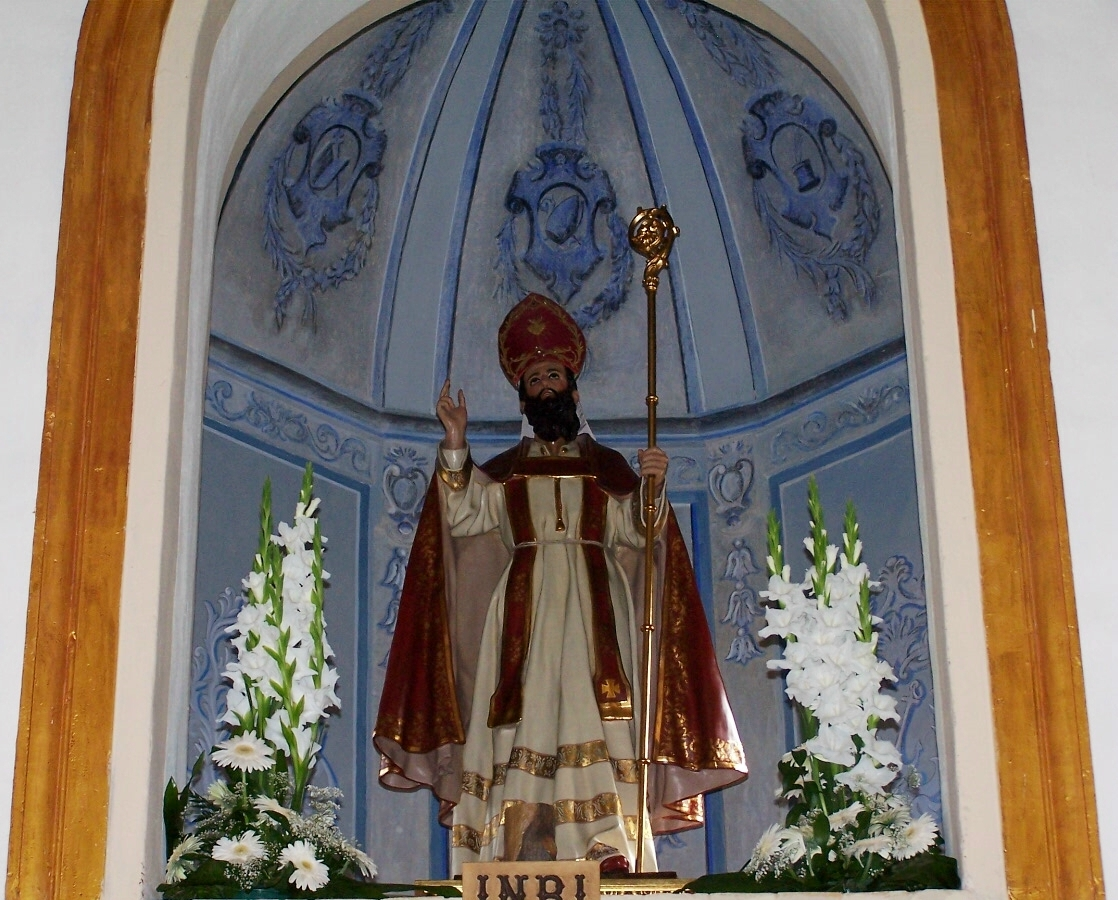
San Agustín, Patrón de Fuente Álamo de Murcia, imagen del escultor José Sánchez Lozano. Procesiona cada 28 de agosto

Domingo de Ramos. Procesión de las palmas.
Viernes Santo. Salen a la calle el Cristo de la Misericordia y la Virgen de los Dolores por las calles del casco antiguo.
Domingo de Resurrección. Procesión del Encuentro. Salen a la calle la Custodia del Santísimo y la Virgen del Rosario.
- Feria de Ganados (primer fin de semana de junio). Tras 40 años sin celebrarse, a partir del 2005 se empezó a celebrar de nuevo la "Feria de Ganados" como atractivo turístico, mostrando al visitante las antiguas costumbres de esta Villa. Antiguamente esta feria tenía fama nacional y era de las más importantes por el número de cabezas de ganado. Se celebra en la Rambla del Fraile.

- Día de la Villa (20 de julio). Se conmemora la concesión del título de Villa en 1700 por S.M. el rey Carlos II a Fuente Álamo de Murcia mediante Real Cédula y su independencia de las ciudades de Murcia, Cartagena y Lorca.

- Fiestas de San Agustín (28 de agosto) Se celebran la segunda quincena de agosto en honor al Patrón de la Villa. Fuente Álamo de Murcia celebra el 28 de agosto su día grande, el día de San Agustín. Las peñas son el pilar fundamental de estas fiestas, cuyo programa presenta una amplia oferta de actividades culturales, deportivas, musicales, gastronómicas, religiosas, etc. Son numerosos los familiares y amigos que vuelven a su tierra durante estas fechas.

## Servicios

### Sanidad
- Centro de salud de Fuente Álamo

### Educación

#### Centros públicos

##### Colegios de primaria
- CEIP José Antonio (Fuente Álamo)
- CEIP Nueva Escuela (Fuente Álamo)
- CEIP Pablo Neruda (Balsapintada)
- CEIP San Pedro (Las Palas)
- C. Rural Agrupado Alzabara (Cuevas de Reyllo, Los Canovas, Los Almagros, El Escobar, La Pinilla y El Estrecho )

##### Institutos de secundaria
- IES Ricardo Ortega (Fuente Álamo)
- IES Pueblos de la Villa (Fuente Álamo)

#### Centros concertados
- CEIPS San Agustín (Fuente Álamo)

#### Enseñanzas especiales
- CAI - Centro de Atención a la Infancia (Fuente Álamo)

### Transporte

#### Autovías y autopistas
Relación de autovías y autopistas que discurren por el término municipal de Fuente Álamo de Murcia:
- AP-7 (Autopista del Mediterráneo). Autopista de peaje que une Francia con Algeciras.

- RM-2 (Autovía autonómica). Conecta Alhama de Murcia y el Mar Menor.

En Alhama de Murcia conecta con la A-7 (Autovía del Mediterráneo) que comunica Andalucía y la Comunidad Valenciana.
- A-30 (Autovía de Murcia), antigua N-301 entre Cartagena y Albacete. En Albacete enlaza con la Autovía de Alicante A-31 y en Atalaya del Cañavate con la Autovía del Este hacia Madrid.

| Identificador | Itinerario                             |
| ------------- | -------------------------------------- |
| AP-7          | Cartagena – Vera                       |
| A-30          | Cartagena – Murcia - Albacete - Madrid |
| RM-2          | Alhama de Murcia - Campo de Cartagena  |
| RM-602        | Cartagena - Fuente Álamo - Alhama      |
| RM-601        | Fuente Álamo - Corvera                 |
| RM-E-12       | Fuente Álamo - Balsapintada - Balsicas |
| RM-E-15       | Fuente Álamo - las Palas               |

#### Aeropuerto
Fuente Álamo es el municipio más cercano al Aeropuerto Internacional de la Región de Murcia (IATA: RMU, OACI: LEMI), conocido popularmente como aeropuerto de Corvera, ya que el casco urbano dista aproximadamente 10 km de la terminal aeroportuaria y el borde de su término municipal apenas 3 km de aeródromo. En el aeropuerto operan numerosas aerolíneas con vuelos regulares a distintos destinos nacionales e internacionales de diversos países de Europa ya sean estacionales o anuales, además de vuelos chárter. La carretera de acceso más directa desde el núcleo urbano de Fuente Álamo hacia el aeropuerto es la RM-601 a través de la que se entra al lateral oeste del complejo aeroportuario. Por otra parte, también se puede llegar al mismo a través de la Autovía Alhama-Campo de Cartagena RM-2 y a continuación el desvío de la A-30 hacia Murcia, tomando la salida 164 hacia el aeropuerto.

#### Autobuses
El servicio de viajeros por carretera del municipio se engloba dentro de la marca Movibus, el sistema de transporte público interurbano de la Región de Murcia (España), que incluye los servicios de autobús de titularidad autonómica.
| Línea | Recorrido                | Recorrido                | Recorrido                                                                               | Operador       |
| ----- | ------------------------ | ------------------------ | --------------------------------------------------------------------------------------- | -------------- |
| 41    | Cartagena - Fuente Álamo | Cartagena - Fuente Álamo | Las Palas - La Pinilla Cuevas de Reyllo - Los Cánovas Alhama de Murcia - Totana - Lorca | ALSA (TUCARSA) |

Además, presta servicio la siguiente línea interurbana:
| Línea     | Recorrido             | Recorrido             | Recorrido             | Operador |
| --------- | --------------------- | --------------------- | --------------------- | -------- |
| MUR-092-3 | Murcia - Fuente Álamo | Murcia - Fuente Álamo | Murcia - Fuente Álamo | Interbus |

#### Taxis
La parada de taxis se encuentra en la calle Pueblos de la Villa. Teléfono: 968 59 71 35.

#### Distancias
Distancias entre Fuente Álamo de Murcia y otras ciudades de la Región de Murcia (ruta más corta).
| Ciudad           | Distancia (km) | Ciudad           | Distancia (km) | Ciudad        | Distancia (km) |
| ---------------- | -------------- | ---------------- | -------------- | ------------- | -------------- |
| Murcia           | 35             | Cartagena        | 24             | Lorca         | 54             |
| Molina de Segura | 44             | Cieza            | 74             | Caravaca      | 94             |
| Totana           | 35             | Águilas          | 62             | Mula          | 59             |
| Mazarrón         | 25             | Alhama de Murcia | 28             | Torre Pacheco | 21             |

## Hermanamientos
- Ouveillan (Francia)[cita requerida]